# Clasificación para la Eurocopa Sub-21 de 2021
La Eurocopa Sub-21 de 2021 contó con una fase de grupos de clasificación y un play-off que determinaron a las catorce selecciones que se unieron a Hungría y Eslovenia en la fase final.
Hungría y Eslovenia se clasificaron automáticamente por ser los países anfitriones. Las otras 53 selecciones afiliadas a la UEFA se dividieron en ocho grupos de seis selecciones y un grupo de cinco selecciones. Jugaron entre sí bajo el formato de partidos a ida y vuelta. Los ganadores de los nueve grupos se clasificaban directamente para la fase final. El mejor segundo ante los equipos clasificados en primer, tercer, cuarto y quinto lugar en sus grupos también se clasifica para la fase final; los ocho restantes segundos disputaban una eliminatoria a ida y vuelta, a cuyos ganadores se les otorgaba las últimas cuatro plazas.
Debido a la pandemia de COVID-19 en Europa que provocó el aplazamiento de partidos en la fase de grupos de clasificación, la UEFA anuncia el 17 de junio de 2020 la abolición de los play-offs. En cambio, además de los nueve ganadores del grupo, los cinco mejores subcampeones (sin contar los resultados contra el equipo en sexto lugar) calificaron para el torneo final.

## Sorteo
El sorteo de la fase de grupos de clasificación se llevó a cabo el 11 de diciembre de 2018, 09:00 CET (UTC + 1), en la sede de la UEFA en Nyon, Suiza.
Las selecciones quedan divididas en seis bombos según su ranking de coeficientes. El ranking de coeficientes se calculó tomando en cuenta los puntos obtenidos por cada selección en las siguientes competiciones:
- Fase Final y Fase de Clasificación de la Eurocopa Sub-21 de 2015
- Fase Final y Fase de Clasificación de la Eurocopa Sub-21 de 2017
- Fase Final y Fase de Clasificación de la Eurocopa Sub-21 de 2019

Basada en decisiones previas del Comité Ejecutivo de la UEFA, España y Gibraltar no pueden estar en el mismo grupo, ni tampoco Kosovo y Serbia y/o Bosnia y Herzegovina.

## Fase de grupos
– Campeón de grupo, puesto que otorga la clasificación para la fase final de la Eurocopa Sub-21 de 2021.
     – Subcampeón de grupo, puesto que puede otorgar la clasificación para la fase final en caso de ser uno de los cinco mejores segundos (excluidos los resultados contra el sexto clasificado del grupo, en su caso).

### Grupo 1
| Equipo     | Pts | PJ | PG | PE | PP | GF | GC | Dif |
| ---------- | --- | -- | -- | -- | -- | -- | -- | --- |
| Italia     | 25  | 10 | 8  | 1  | 1  | 27 | 5  | +22 |
| Irlanda    | 19  | 10 | 6  | 1  | 3  | 15 | 8  | +7  |
| Islandia   | 18  | 9  | 6  | 0  | 3  | 16 | 12 | +4  |
| Suecia     | 15  | 9  | 5  | 0  | 4  | 28 | 12 | +16 |
| Armenia    | 3   | 8  | 1  | 0  | 7  | 4  | 27 | -23 |
| Luxemburgo | 3   | 10 | 1  | 0  | 9  | 3  | 29 | -26 |

| 24 de marzo de 2019, 18:00 | Irlanda                        | 3:0 (2:0) | Luxemburgo | Estadio de Tallaght, Dublín,                                   |                                                                |
|                            | - Idah 34', 68' - Farrugia 38' | Reporte   |            | Asistencia: 4.772 espectadores Árbitro(s): Timotheos Christofi | Asistencia: 4.772 espectadores Árbitro(s): Timotheos Christofi |

| 6 de septiembre de 2019, 19:00 | Islandia                                                    | 3:0 (0:0) | Luxemburgo | Víkingsvöllur, Reikiavik,                                      |                                                                |
|                                | - Guðjohnsen 48' (pen.) - Þorsteinsson 58' - Willumsson 63' | Reporte   |            | Asistencia: 412 espectadores Árbitro(s): Aleksandrs Anufrijevs | Asistencia: 412 espectadores Árbitro(s): Aleksandrs Anufrijevs |

| 6 de septiembre de 2019, 21:00 | Irlanda       | 1:0 (1:0) | Armenia | Estadio de Tallaght, Dublín,                             |                                                          |
|                                | - Parrott 31' | Reporte   |         | Asistencia: 3.658 espectadores Árbitro(s): Fyodor Zammit | Asistencia: 3.658 espectadores Árbitro(s): Fyodor Zammit |

| 9 de septiembre de 2019, 19:00 | Islandia                                                                                               | 6:1 (3:0) | Armenia         | Víkingsvöllur, Reikiavik,                           |                                                     |
|                                | - W. Willumsson 30' - Ólafsson 34' - Þorsteinsson 40' - Jonsson 74' - Leifsson 76' - B. Willumsson 80' | Reporte   | - 60' Melkonyan | Asistencia: 335 espectadores Árbitro(s): Igor Pajac | Asistencia: 335 espectadores Árbitro(s): Igor Pajac |

| 10 de septiembre de 2019, 18:30 | Italia                                                                               | 5:0 (2:0) | Luxemburgo | Stadio Teofilo Patini, Castel di Sangro,                    |                                                             |
|                                 | - Locatelli 9' (pen.) - Kean 37' (pen.) - Sottil 62' - Tumminello 68' - Scamacca 77' | Reporte   |            | Asistencia: 5.000 espectadores Árbitro(s): Peter Kjaesgaard | Asistencia: 5.000 espectadores Árbitro(s): Peter Kjaesgaard |

| 10 de septiembre de 2019, 18:30 | Suecia         | 1:3 (1:0) | Irlanda                              | Guldfågeln Arena, Kalmar,                                 |                                                           |
|                                 | - Svanberg 19' | Reporte   | - 69', 90+2' Parrott - 87' Masterson | Asistencia: 4.078 espectadores Árbitro(s): Rade Obrenovic | Asistencia: 4.078 espectadores Árbitro(s): Rade Obrenovic |

| 10 de octubre de 2019, 21:00 | Irlanda | 0:0 (0:0) | Italia | Estadio de Tallaght, Dublín,                                |                                                             |
|                              |         | Reporte   |        | Asistencia: 7.231 espectadores Árbitro(s): Sascha Stegemann | Asistencia: 7.231 espectadores Árbitro(s): Sascha Stegemann |

| 11 de octubre de 2019, 13:00 | Armenia                          | 2:0 (0:0) | Luxemburgo | Gyumri City Estadio, Gyumri,                                  |                                                               |
|                              | - Mkrtchyan 56' - Daniielian 86' | Reporte   |            | Asistencia: 2.550 espectadores Árbitro(s): Sebastian Gishamer | Asistencia: 2.550 espectadores Árbitro(s): Sebastian Gishamer |

| 12 de octubre de 2019, 15:45 | Suecia                                                                                 | 5:0 (2:0) | Islandia | Olympia, Helsingborg,                                      |                                                            |
|                              | - Svanberg 22' - Gyökeres 38' - Leifsson 51' (a.g.) - Kulusekvski 60' - Erlingmark 75' | Reporte   |          | Asistencia: 1.832 espectadores Árbitro(s): Lawrence Visser | Asistencia: 1.832 espectadores Árbitro(s): Lawrence Visser |

| 14 de octubre de 2019, 18:30 | Armenia | 0:1 (0:1) | Italia         | Academia de Fútbol de Ereván, Ereván,                |                                                      |
|                              |         | Reporte   | - 20' Scamacca | Asistencia: 720 espectadores Árbitro(s): Ádám Farkas | Asistencia: 720 espectadores Árbitro(s): Ádám Farkas |

| 15 de octubre de 2019, 17:00 | Islandia                | 1:0 (1:0) | Irlanda | Víkingsvöllur, Reikiavik,                                |                                                          |
|                              | - Gudjohnsen 29' (pen.) | Reporte   |         | Asistencia: 228 espectadores Árbitro(s): Dumitri Muntean | Asistencia: 228 espectadores Árbitro(s): Dumitri Muntean |

| 15 de octubre de 2019, 19:00 | Luxemburgo | 0:3 (0:3) | Suecia                                      | Municipal Ville de Differdange, Differdange, |                           |
|                              |            | Reporte   | - 22' (pen.) Kulusekvski - 32', 42' Larsson | Árbitro(s): Gal Leibovitz                    | Árbitro(s): Gal Leibovitz |

| 14 de noviembre de 2019, 13:00 | Armenia | 0:1 (0:0) | Irlanda         | Academia de Fútbol de Ereván, Ereván,                  |                                                        |
|                                |         | Reporte   | - 63' Elbouzedi | Asistencia: 270 espectadores Árbitro(s): Antti Munukka | Asistencia: 270 espectadores Árbitro(s): Antti Munukka |

| 16 de noviembre de 2019, 18:30 | Italia                          | 3:0 (1:0) | Islandia | Estadio Paolo Mazza, Ferrara, |                            |
|                                | - Sottil 32' - Cutrone 84', 90' | Reporte   |          | Árbitro(s): Horatiu Fesnic    | Árbitro(s): Horatiu Fesnic |

| 19 de noviembre de 2019, 18:30 | Italia                                                                         | 6:0 (3:0) | Armenia | Estadio Angelo Massimino, Catania, |                                |
|                                | - Kean 15', 41' - Pinamonti 25' - Zanellato 53' - Scamacca 57' - Del Prato 66' | Reporte   |         | Árbitro(s): Stéphanie Frappart     | Árbitro(s): Stéphanie Frappart |

| 19 de noviembre de 2019, 21:00 | Irlanda                                                 | 4:1 (0:1) | Suecia         | Estadio de Tallaght, Dublín,                          |                                                       |
|                                | - O'Connor 50' - Idah 63' - Parrott 73' - Elbouzedi 87' | Reporte   | - Gyökeres 18' | Asistencia: 2.760 espectadores Árbitro(s): Karim Abed | Asistencia: 2.760 espectadores Árbitro(s): Karim Abed |

| 4 de septiembre de 2020, 18:30 | Islandia         | 1:0 (0:0) | Suecia | Víkingsvöllur, Reikiavik,                         |                                                   |
|                                | - Gudjohnsen 65' | Reporte   |        | Asistencia: 0 espectadores Árbitro(s): Pavel Orel | Asistencia: 0 espectadores Árbitro(s): Pavel Orel |

| 8 de septiembre de 2020, 17:00 | Luxemburgo                      | 2:1 (1:1) | Armenia           | Stade de la Frontière, Esch-sur-Alzette,            |                                                     |
|                                | - Korac 37' - Avdusinovic 90+4' | Reporte   | - Harutyunyan 24' | Asistencia: 0 espectadores Árbitro(s): Juxhin Xhaja | Asistencia: 0 espectadores Árbitro(s): Juxhin Xhaja |

| 8 de septiembre de 2020, 18:30 | Suecia                               | 3:0 (2:0) | Italia | Fredriksskans, Kalmar,                              |                                                     |
|                                | - Almqvist 12', 29' - Henriksson 51' | Reporte   |        | Asistencia: 0 espectadores Árbitro(s): Luis Godinho | Asistencia: 0 espectadores Árbitro(s): Luis Godinho |

| 9 de octubre de 2020, 18:30 | Suecia                                                 | 4:0 (3:0) | Luxemburgo | Olympia, Helsingborg,                                            |                                                                  |
|                             | - Karlsson 22' (pen.), 33' - Svensson 31' - Beijmo 71' | Reporte   |            | Asistencia: 0 espectadores Árbitro(s): Christian-Petru Ciochirca | Asistencia: 0 espectadores Árbitro(s): Christian-Petru Ciochirca |

| 13 de octubre de 2020, 17:00 | Luxemburgo | 0:2 (0:2) | Islandia                        | Stade Emile Mayrisch, Esch-sur-Alzette,                |                                                        |
|                              |            | Reporte   | - Ólafsson 30' - Gudjohnsen 32' | Asistencia: 0 espectadores Árbitro(s): Ondrej Pechanec | Asistencia: 0 espectadores Árbitro(s): Ondrej Pechanec |

| 13 de octubre de 2020, 17:30 | Italia                     | 2:0 (1:0) | Irlanda | Arena Garibaldi, Pisa,                                   |                                                          |
|                              | - Sottil 43' - Cutrone 62' | Reporte   |         | Asistencia: 0 espectadores Árbitro(s): Krzysztof Jakubik | Asistencia: 0 espectadores Árbitro(s): Krzysztof Jakubik |

| 13 de octubre de 2020, 18:30 | Suecia | 10:0 (3:0) | Armenia | Olympia, Helsingborg,                                  |                                                        |
|                              | - Karlsson 32' (pen.), 41' (pen.), 44' - Ingelsson 57' - Abraham 68', 90+2' - Hansson 77', 82', 90+3' - Sarr 88' | Reporte    |         | Asistencia: 0 espectadores Árbitro(s): Milovan Milačić | Asistencia: 0 espectadores Árbitro(s): Milovan Milačić |

| 12 de noviembre de 2020, 14:15 | Islandia         | 1:2 (0:1) | Italia            | Víkingsvöllur, Reikiavik,                                   |                                                             |
|                                | - Willumsson 63' | Reporte   | - Pobega 35', 88' | Asistencia: 0 espectadores Árbitro(s): Ioannis Papadopoulos | Asistencia: 0 espectadores Árbitro(s): Ioannis Papadopoulos |

| 13 de noviembre de 2021, 16:00 | Armenia | 0:3 (0:0) | Suecia | Antonis Papadopoulos Stadium, Lárnaca, |  |
|                                |         | Reporte   |        |                                        |  |

| 15 de noviembre de 2020, 13:30 | Irlanda               | 1:2 (0:1) | Islandia                               | Estadio de Tallaght, Dublín,                                 |                                                              |
|                                | - Leifsson 75' (a.g.) | Reporte   | - Gudjohnsen 25' - Ingimundarson 90+3' | Asistencia: 0 espectadores Árbitro(s): Juan Martínez Munuera | Asistencia: 0 espectadores Árbitro(s): Juan Martínez Munuera |

| 15 de noviembre de 2020, 17:30 | Luxemburgo | 0:4 (0:2) | Italia                                              | Municipal Ville de Differdange, Differdange, |                                 |
|                                |            | Reporte   | - Scamacca 15', 29' - Pinamonti 56' - Marchizza 66' | Árbitro(s): Matthew De Gabriele              | Árbitro(s): Matthew De Gabriele |

| 18 de noviembre de 2020, 17:30 | Luxemburgo        | 1:2 (0:1) | Irlanda                             | Stade rue Henri Dunant, Beggen,      |                                      |
|                                | - Avdusinovic 84' | Reporte   | - Ogunfaolu-Kayode 35' - Lennon 65' | Árbitro(s): Kaarlo Oskari Hämäläinen | Árbitro(s): Kaarlo Oskari Hämäläinen |

| 18 de noviembre de 2020, 17:30 | Italia                                          | 4:1 (1:0) | Suecia         | Stadio Ciro Vigorito, Benevento, |                            |
|                                | - Maleh 27' - Raspadori 48', 61' - Scamacca 68' | Reporte   | - Karlsson 50' | Árbitro(s): Stuart Attwell       | Árbitro(s): Stuart Attwell |

| 18 de noviembre de 2021, 17:30 | Armenia | 0:3 (0:0) | Islandia | Antonis Papadopoulos Stadium, Lárnaca, |  |
|                                |         | Reporte   |          |                                        |  |

### Grupo 2
| Equipo        | Pts | PJ | PG | PE | PP | GF | GC | Dif |
| ------------- | --- | -- | -- | -- | -- | -- | -- | --- |
| Francia       | 27  | 10 | 9  | 0  | 1  | 32 | 10 | +22 |
| Suiza         | 27  | 10 | 9  | 0  | 1  | 26 | 8  | +18 |
| Georgia       | 15  | 10 | 5  | 0  | 5  | 17 | 14 | +3  |
| Eslovaquia    | 12  | 10 | 4  | 0  | 6  | 22 | 21 | +1  |
| Azerbaiyán    | 6   | 10 | 2  | 0  | 8  | 6  | 18 | -12 |
| Liechtenstein | 3   | 10 | 1  | 0  | 9  | 3  | 35 | -32 |

| 6 de junio de 2019, 19:00 | Liechtenstein      | 1:0 (1:0) | Azerbaiyán | Sportpark Eschen-Mauren, Eschen |                          |
|                           | - Frick 10' (pen.) | Reporte   |            | Árbitro(s): Tim Marshall        | Árbitro(s): Tim Marshall |

| 5 de septiembre de 2019, 17:00 | Georgia                                                          | 4:0 (2:0) | Liechtenstein | Estadio Tengiz Burjanadze, Gori |                          |
|                                | - Kavtaradze 30' - Samurkasovi 36' - Arabidze 53' - Bugridze 70' | Reporte   |               | Árbitro(s): Alex Troleis        | Árbitro(s): Alex Troleis |

| 6 de septiembre de 2019, 18:30 | Azerbaiyán           | 2:1 (1:0) | Eslovaquia  | Dalga Arena, Bakú            |                              |
|                                | - Ekincier 7', 90+3' | Reporte   | - Tupta 82' | Árbitro(s): Dejan Jakimovksi | Árbitro(s): Dejan Jakimovksi |

| 10 de septiembre de 2019, 18:30 | Liechtenstein | 0:5 (0:1) | Suiza                                                          | Rheinpark Stadion, Vaduz    |                             |
|                                 |               | Reporte   | - Zeqiri 40', 49' - Ndoye 74' - Okafor 77' - Stojilković 90+3' | Árbitro(s): Paul Mclaughlin | Árbitro(s): Paul Mclaughlin |

| 10 de septiembre de 2019, 18:30 | Azerbaiyán | 0:3 (0:1) | Georgia                                         | Dalga Arena, Bakú           |                             |
|                                 |            | Reporte   | - Arveladze 45+3' - Bugridze 73' - Arabidze 84' | Árbitro(s): Laurent Kopriwa | Árbitro(s): Laurent Kopriwa |

| 9 de octubre de 2019, 18:00 | Liechtenstein            | 2:4 (0:2) | Eslovaquia                                  | Sportpark Eschen-Mauren, Eschen,    |                                     |
|                             | - Caglar 63' - Frick 67' | Reporte   | - Strelec 8' - Bernát 43' - Herc 68', 90+3' | Árbitro(s): Vilhjalmur Thorarinsson | Árbitro(s): Vilhjalmur Thorarinsson |

| 10 de octubre de 2019, 21:00 | Francia                                                  | 5:0 (3:0) | Azerbaiyán | Stade de l'Épopée, Calais                  |                                            |
|                              | - Édouard 2', 36' - Zagadou 40' - Aouar 51' - Nordin 76' | Reporte   |            | Árbitro(s): Antonio Emanuel Carvalho Nobre | Árbitro(s): Antonio Emanuel Carvalho Nobre |

| 11 de octubre de 2019, 19:00 | Suiza                      | 2:1 (0:0) | Georgia        | Stadion Schützenwiese, Winterthur, |                                   |
|                              | - Vargas 57' - Lotomba 83' | Reporte   | - Arabidze 61' | Árbitro(s): Trustin Farrugia Cann  | Árbitro(s): Trustin Farrugia Cann |

| 15 de octubre de 2019, 21:00 | Eslovaquia                          | 3:5 (1:4) | Francia                                                 | MOL Aréna, Dunajská Streda,  |                              |
|                              | - Strelec 5' - Herc 52' - Tupta 62' | Reporte   | - Reine-Adélaïde 3' - Aouar 13' - Édouard 23', 35', 81' | Árbitro(s): Donald Robertson | Árbitro(s): Donald Robertson |

| 15 de octubre de 2019, 18:00 | Azerbaiyán | 0:1 (0:1) | Suiza         | Dalga Arena, Bakú,        |                           |
|                              |            | Reporte   | - Bajrami 33' | Árbitro(s): Novak Simović | Árbitro(s): Novak Simović |

| 14 de noviembre de 2019, 15:00 | Azerbaiyán     | 1:0 (0:0) | Liechtenstein | Kapital Bank Arena, Sumqayit, |                             |
|                                | - Ekinjier 65' | Reporte   |               | Árbitro(s): Loukas Sotiriou   | Árbitro(s): Loukas Sotiriou |

| 15 de noviembre de 2019, 21:00 | Francia                                          | 3:2 (1:0) | Georgia                              | Stade Marcel Picot, Nancy      |                                |
|                                | - Reine-Adélaïde 15', 54' - Édouard 90+2' (pen.) | Reporte   | - Kokhreidze 58' - Kvaratskhelia 60' | Árbitro(s): Christopher Jaeger | Árbitro(s): Christopher Jaeger |

| 18 de noviembre de 2019, 18:00 | Eslovaquia                            | 3:2 (1:1) | Georgia                          | Štadión pod Zoborom, Nitra, |                             |
|                                | - Kolesár 28' - Herc 52' - Gamboš 66' | Reporte   | - Kutsia 8' - Spanderashvili 89' | Árbitro(s): Eldorjan Hamiti | Árbitro(s): Eldorjan Hamiti |

| 19 de noviembre de 2019, 19:00 | Suiza                                 | 3:1 (2:1) | Francia              | Stade de la Maladière, Neuchâtel, |                            |
|                                | - Guillemenot 44' - Zeqiri 45+1', 53' | Reporte   | - Édouard 19' (pen.) | Árbitro(s): Stuart Attwell        | Árbitro(s): Stuart Attwell |

| 4 de septiembre de 2020, 19:00 | Georgia | 0:2 (0:1) | Francia                                         | Estadio Tengiz Burjanadze, Gori                     |                                                     |
|                                |         | Reporte   | - Beriashvili 37' (a.g.) - Édouard 90+2' (pen.) | Asistencia: 0 espectadores Árbitro(s): Duje Strukan | Asistencia: 0 espectadores Árbitro(s): Duje Strukan |

| 4 de septiembre de 2020, 19:00 | Suiza                                            | 4:1 (2:1) | Eslovaquia  | LIPO Park Schaffhausen, Schaffhausen,                                |                                                                      |
|                                | - Zeqiri 9' (pen.), 76' - Okafor 36' - Ndoye 70' | Reporte   | - Tupta 42' | Asistencia: 0 espectadores Árbitro(s): Mads-Kristoffer Kristoffersen | Asistencia: 0 espectadores Árbitro(s): Mads-Kristoffer Kristoffersen |

| 7 de septiembre de 2020, 19:00 | Azerbaiyán     | 1:2 (0:1) | Francia                           | Kapital Bank Arena, Sumgayit,                        |                                                      |
|                                | - Bayramov 90' | Reporte   | - Edouard 25' (pen.) - Gouiri 83' | Asistencia: 0 espectadores Árbitro(s): Halis Özkahya | Asistencia: 0 espectadores Árbitro(s): Halis Özkahya |

| 8 de septiembre de 2020, 17:00 | Liechtenstein | 0:2 (0:2) | Georgia                                | Sportpark Eschen-Mauren, Eschen,                         |                                                          |
|                                |               | Reporte   | - Spanderashvili 19' - Samurkasovi 34' | Asistencia: 0 espectadores Árbitro(s): Dragomir Draganov | Asistencia: 0 espectadores Árbitro(s): Dragomir Draganov |

| 8 de septiembre de 2020, 20:15 | Eslovaquia    | 1:2 (0:0) | Suiza                            | Štadión pod Zoborom, Nitra,                          |                                                      |
|                                | - Strelec 65' | Reporte   | - Zeqir 87' (pen.) - Ndoye 90+2' | Asistencia: 0 espectadores Árbitro(s): Keith Kennedy | Asistencia: 0 espectadores Árbitro(s): Keith Kennedy |

| 8 de octubre de 2020, 16:30 | Eslovaquia                | 2:1 (0:0) | Azerbaiyán  | Štadión pod Zoborom, Nitra,                               |                                                           |
|                             | - Tupta 61' - Mesik 90+4' | Reporte   | - Celik 66' | Asistencia: 0 espectadores Árbitro(s): Kristoffer Hagenes | Asistencia: 0 espectadores Árbitro(s): Kristoffer Hagenes |

| 8 de octubre de 2020, 21:00 | Francia                                                      | 5:0 (4:0) | Liechtenstein | Stade de la Meinau, Estrasburgo,                  |                                                   |
|                             | - Gouiri 7', 30' - Ikoné 9' - Marxer 43' (a.g.) - Faivre 51' | Reporte   |               | Asistencia: 0 espectadores Árbitro(s): Ian McNabb | Asistencia: 0 espectadores Árbitro(s): Ian McNabb |

| 9 de octubre de 2020, 18:00 | Georgia | 0:3 (0:1) | Suiza                                       | Estadio Tengiz Burjanadze, Gori                        |                                                        |
|                             |         | Reporte   | - Ndoye 27' - Zeqiri 69' (pen.) - Pusic 81' | Asistencia: 0 espectadores Árbitro(s): Jonathan Lardot | Asistencia: 0 espectadores Árbitro(s): Jonathan Lardot |

| 12 de octubre de 2020, 21:00 | Francia      | 1:0 (1:0) | Eslovaquia | Stade de la Meinau, Estrasburgo,                      |                                                       |
|                              | - Koundé 22' | Reporte   |            | Asistencia: 0 espectadores Árbitro(s): Miloš Djordjic | Asistencia: 0 espectadores Árbitro(s): Miloš Djordjic |

| 13 de octubre de 2020, 17:00 | Georgia           | 1:0 (1:0) | Azerbaiyán | Estadio Tengiz Burjanadze, Gori                           |                                                           |
|                              | - Guliashvili 42' | Reporte   |            | Asistencia: 0 espectadores Árbitro(s): Dzmitry Dzmitryieu | Asistencia: 0 espectadores Árbitro(s): Dzmitry Dzmitryieu |

| 13 de octubre de 2020, 18:00 | Suiza                                      | 3:0 (2:0) | Liechtenstein | Tissot Arena , Biel/Bienne,                          |                                                      |
|                              | - Guillemenot 4' - Zeqiri 42' - Sidler 42' | Reporte   |               | Asistencia: 0 espectadores Árbitro(s): Daniyar Sakhi | Asistencia: 0 espectadores Árbitro(s): Daniyar Sakhi |

| 12 de noviembre de 2020, 11:00 | Georgia                               | 2:1 (1:0) | Eslovaquia   | Mikheil Meskhi Stadium, Tiflis,                    |                                                    |
|                                | - Fabis 9' (a.g.) - Mekvabishvili 78' | Reporte   | - Gono 90+1' | Asistencia: 0 espectadores Árbitro(s): Gergo Bogár | Asistencia: 0 espectadores Árbitro(s): Gergo Bogár |

| 12 de noviembre de 2020, 19:00 | Suiza                          | 2:1 (0:1) | Azerbaiyán  | Stade de Tourbillon, Sion,                            |                                                       |
|                                | - Toma 49' - Stojilkovic 90+1' | Reporte   | - Kokcu 22' | Asistencia: 0 espectadores Árbitro(s): Kaspar Sjöberg | Asistencia: 0 espectadores Árbitro(s): Kaspar Sjöberg |

| 12 de noviembre de 2020, 20:45 | Liechtenstein | 0:5 (0:3) | Francia                                                                    | Rheinpark Stadion, Vaduz,                           |                                                     |
|                                |               | Reporte   | - Dagba 3' - Faivre 5' - Badiashile 17' - Reine-Adelaide 57' - Lihadji 80' | Asistencia: 0 espectadores Árbitro(s): Morten Krogh | Asistencia: 0 espectadores Árbitro(s): Morten Krogh |

| 16 de noviembre de 2020, 21:00 | Francia                         | 3:1 (2:0) | Suiza       | Stade Michel d'Ornano, Caen,                          |                                                       |
|                                | - Edouard 18', 23' - Kolo 90+2' | Reporte   | - Imeri 88' | Asistencia: 0 espectadores Árbitro(s): Vitali Meshkov | Asistencia: 0 espectadores Árbitro(s): Vitali Meshkov |

| 17 de noviembre de 2020, 17:00 | Eslovaquia                                                                                         | 6:0 (3:0) | Liechtenstein | Štadión Pod Zoborom, Nitra,                            |                                                        |
|                                | - Kadak 5' - Unterrainer 9' (a.g.) - Almasi 33' - Grunenfelder 67' (a.g.) - Bernat 71' - Vallo 77' | Reporte   |               | Asistencia: 0 espectadores Árbitro(s): Nicolas Laforge | Asistencia: 0 espectadores Árbitro(s): Nicolas Laforge |

### Grupo 3
| Equipo     | Pts | PJ | PG | PE | PP | GF | GC | Dif |
| ---------- | --- | -- | -- | -- | -- | -- | -- | --- |
| Inglaterra | 28  | 10 | 9  | 1  | 0  | 34 | 9  | +25 |
| Austria    | 18  | 10 | 6  | 0  | 4  | 24 | 16 | +8  |
| Albania    | 14  | 10 | 4  | 2  | 4  | 16 | 21 | -5  |
| Turquía    | 13  | 10 | 4  | 1  | 5  | 15 | 18 | -3  |
| Kosovo     | 9   | 10 | 3  | 0  | 7  | 9  | 20 | -11 |
| Andorra    | 5   | 10 | 1  | 2  | 7  | 10 | 24 | -14 |

| 23 de marzo de 2019, 19:00 | Albania    | 1:2 (1:1) | Turquía                  | Elbasan Arena, Elbasan,     |                             |
|                            | - Tafa 20' | Reporte   | - Yüksel 11' - Özcan 78' | Árbitro(s): Erik Lambrechts | Árbitro(s): Erik Lambrechts |

| 26 de marzo de 2019, 18:30 | Andorra          | 2:2 (1:0) | Albania                | Estadio Comunal, Andorra la Vieja,       |                                          |
|                            | - Aláez 19', 55' | Reporte   | - Imeri 53' - Sula 86' | Árbitro(s): Kári Jóannesarson Á Høvdanum | Árbitro(s): Kári Jóannesarson Á Høvdanum |

| 6 de junio de 2019, 18:30 | Andorra | 0:4 (0:4) | Kosovo                                                | Estadio Comunal, Andorra la Vieja, |                           |
|                           |         | Reporte   | - Gashi 4' (pen.) - Daku 30' - Mema 32' - Abedini 45' | Árbitro(s): Daniyar Sakhi          | Árbitro(s): Daniyar Sakhi |

| 7 de junio de 2019, 19:30 | Turquía                       | 2:2 (0:0) | Albania                      | Necmi Kadıoğlu Stadyumu, Estambul, |                           |
|                           | - Müldür 54' - Dervişoğlu 85' | Reporte   | - Maloku 49' - Bullari 90+5' | Árbitro(s): Alain Durieux          | Árbitro(s): Alain Durieux |

| 11 de junio de 2019, 20:00 | KOS                                        | 3:1 (1:0) | Turquía          | Fadil Vokrri Estadio, Pristina,    |                                    |
|                            | - Xhemajli 45+2' - Daku 72' - Kastrati 90' | Reporte   | - Dervişoğlu 46' | Árbitro(s): Ivar Orri Kristjansson | Árbitro(s): Ivar Orri Kristjansson |

| 5 de septiembre de 2019, 18:00 | Andorra     | 1:3 (1:2) | Austria                               | Estadio Comunal, Andorra la Vieja, |                            |
|                                | - Ubach 36' | Reporte   | - Meister 22', 26' - Danso 76' (pen.) | Árbitro(s): Alexandru Tean         | Árbitro(s): Alexandru Tean |

| 6 de septiembre de 2019, 19:45 | Turquía                  | 2:3 (1:1) | Inglaterra                     | İzmit Estadio, İzmit,    |                          |
|                                | - Sinik 25' - Müldür 51' | Reporte   | - Nketiah 4', 74' - Nelson 75' | Árbitro(s): Luis Godinho | Árbitro(s): Luis Godinho |

| 9 de septiembre de 2019, 16:00 | Albania | 0:4 (0:2) | Austria                                       | Niko Dovana Estadio, Durrës, |                            |
|                                |         | Reporte   | - Raguž 6' - Lovrić 9', 73' - Baumgartner 72' | Árbitro(s): Petri Viljanen   | Árbitro(s): Petri Viljanen |

| 9 de septiembre de 2019, 20:45 | Inglaterra         | 2-0 (1:0) | Kosovo | KCOM Estadio, Kingston upon Hull, |                                 |
|                                | - Foden 25', 90+3' | Reporte   |        | Árbitro(s): Kristoffer Karlsson   | Árbitro(s): Kristoffer Karlsson |

| 11 de octubre de 2019, 20:30 | Austria                                | 3:0 (2:0) | Turquía | Sonnenseestadion, Ritzing,                                 |                                                            |
|                              | - Meister 10' - Raguž 32' - Lovrić 65' | Reporte   |         | Asistencia: 1.076 espectadores Árbitro(s): Kirill Levnikov | Asistencia: 1.076 espectadores Árbitro(s): Kirill Levnikov |

| 15 de octubre de 2019, 20:45 | Inglaterra                                       | 5:1 (4:0) | Austria           | Estadio MK, Milton Keynes, |                            |
|                              | - Hudson-Odoi 12', 45+1' - Nketiah 28', 39', 79' | Reporte   | - Baumgartner 66' | Árbitro(s): Michael Fabbri | Árbitro(s): Michael Fabbri |

| 15 de octubre de 2019, 19:00 | Albania                  | 2:1 (0:0) | Kosovo       | Elbasan Arena, Elbasan,               |                                       |
|                              | - Tafa 76' - Mucolli 81' | Reporte   | - Baftiu 90' | Árbitro(s): José Luis Munuera Montero | Árbitro(s): José Luis Munuera Montero |

| 15 de noviembre de 2019, 18:00 | Austria                                           | 4:0 (2:0) | Kosovo | Keine Sorgen Arena, Ried im Innkreis, |                             |
|                                | - Raguž 14' - Friedl 20', 69' - Lovrić 74' (pen.) | Reporte   |        | Árbitro(s): Alan Mario Sant           | Árbitro(s): Alan Mario Sant |

| 15 de noviembre de 2019, 19:00 | Albania | 0:3 (0:2) | Inglaterra                                 | Loro Boriçi Stadium, Shkodër, |                            |
|                                |         | Reporte   | - Foden 22' - Gallagher 43' - Nelson 90+3' | Árbitro(s): Lionel Tschudi    | Árbitro(s): Lionel Tschudi |

| 19 de noviembre de 2019, 18:00 | Andorra                           | 2:0 (1:0) | Turquía | Estadio Comunal, Andorra la Vieja, |                             |
|                                | - Fernández 7' - Aláez 86' (pen.) | Reporte   |         | Árbitro(s): Dragan Petrovic        | Árbitro(s): Dragan Petrovic |

| 4 de septiembre de 2020, 18:30 | Austria           | 1:5 (0:2) | Albania                                                | Keine Sorgen Arena, Ried,                         |                                                   |
|                                | - Wolf 83' (pen.) | Reporte   | - Kallaku 16' - Tuci 26' - Muci 64', 87' - Selmani 89' | Asistencia: 0 espectadores Árbitro(s): Jenkins R. | Asistencia: 0 espectadores Árbitro(s): Jenkins R. |

| 4 de septiembre de 2020, 19:00 | KOS | 0:6 (0:0) | Inglaterra                                                                   | Fadil Vokrri Stadium, Pristina,                    |                                                    |
|                                |     | Reporte   | - Nketiah 51', 55', 61' (pen.) - Nelson 66' - Sessegnon 82' - Bellingham 85' | Asistencia: 0 espectadores Árbitro(s): Al Hakim M. | Asistencia: 0 espectadores Árbitro(s): Al Hakim M. |

| 4 de septiembre de 2020, 19:30 | Turquía      | 1:0 (0:0) | Andorra | Necmi Kadıoğlu Stadyumu, Estambul,                    |                                                       |
|                                | - Yalcin 49' | Reporte   |         | Asistencia: 0 espectadores Árbitro(s): De Gabriele M. | Asistencia: 0 espectadores Árbitro(s): De Gabriele M. |

| 8 de septiembre de 2020, 19:00 | Albania                                    | 3:1 (0:1) | Andorra           | Elbasan Arena, Elbasani,                          |                                                   |
|                                | - Selmani 62' - Vrioni 85' - Bullari 90+4' | Reporte   | - Aláez 2' (pen.) | Asistencia: 0 espectadores Árbitro(s): Sabotic J. | Asistencia: 0 espectadores Árbitro(s): Sabotic J. |

| 8 de septiembre de 2020, 20:30 | Austria       | 1:2 (0:1) | Inglaterra                  | Keine Sorgen Arena, Ried,                       |                                                 |
|                                | - Schmidt 60' | Reporte   | - Nketiah 27' - Godfrey 49' | Asistencia: 0 espectadores Árbitro(s): Jovic F. | Asistencia: 0 espectadores Árbitro(s): Jovic F. |

| 7 de octubre de 2020, 15:00 | Andorra                             | 3:3 (1:1) | Inglaterra                                 | Estadio Nacional, Andorra la Vieja,              |                                                  |
|                             | - Fernández 28', 76' - Garcia 90+1' | Reporte   | - Davies 45+1' - Dasilva 69' - Nketiah 82' | Asistencia: 0 espectadores Árbitro(s): Fuxman D. | Asistencia: 0 espectadores Árbitro(s): Fuxman D. |

| 9 de octubre de 2020, 19:00 | KOS | 0:1 (0:0) | Austria     | Fadil Vokrri Stadium, Pristina,                   |                                                   |
|                             |     | Reporte   | - Grull 86' | Asistencia: 0 espectadores Árbitro(s): Kopriwa L. | Asistencia: 0 espectadores Árbitro(s): Kopriwa L. |

| 13 de octubre de 2020, 19:00 | KOS        | 1:0 (0:0) | Andorra | Fadil Vokrri Stadium, Pristina,                    |                                                    |
|                              | - Daku 62' | Reporte   |         | Asistencia: 0 espectadores Árbitro(s): Robinson J. | Asistencia: 0 espectadores Árbitro(s): Robinson J. |

| 13 de octubre de 2020, 20:30 | Inglaterra                         | 2:1(1:0) | Turquía            | Molineux Stadium, Wolverhampton,                  |                                                   |
|                              | - Turkmen 17' (a.g.) - Nketiah 88' | Reporte  | - Dervisoglu 90+2' | Asistencia: 0 espectadores Árbitro(s): Delajod W. | Asistencia: 0 espectadores Árbitro(s): Delajod W. |

| 13 de noviembre de 2020, 18:00 | Turquía                      | 3:2 (0:1) | Austria                | Samsun 19 Mayis Stadyumu, Samsun, |                           |
|                                | - Dervişoğlu 64', 81', 90+2' | Reporte   | - Arase 36' - Wolf 89' | Árbitro(s): Novak Simović         | Árbitro(s): Novak Simović |

| 13 de noviembre de 2020, 19:00 | KOS | 0:1 (0:1) | Albania     | Fadil Vokrri Stadium, Pristina, |                              |
|                                |     | Reporte   | - Çokaj 35' | Árbitro(s): Nathan Verboomen    | Árbitro(s): Nathan Verboomen |

| 13 de noviembre de 2020, 20:30 | Inglaterra                                        | 3:1 (1:1) | Andorra             | bet365 Stadium, Stoke-on-Trent, |                              |
|                                | - Jones 27' - Wilmot 49' - Hudson-Odoi 65' (pen.) | Reporte   | - Garcia 45' (pen.) | Árbitro(s): Sigurd Kringstad    | Árbitro(s): Sigurd Kringstad |

| 17 de noviembre de 2020, 17:00 | Turquía                                                  | 3:0 (2:0) | Kosovo | Samsun 19 Mayis Stadyumu, Samsun,                       |                                                         |
|                                | - Dervisoglu 21' - Yalcin 32' (pen.) - Sadriu 64' (a.g.) | Reporte   |        | Asistencia: 0 espectadores Árbitro(s): Aleksei Matyunin | Asistencia: 0 espectadores Árbitro(s): Aleksei Matyunin |

| 17 de noviembre de 2020, 20:25 | Austria                                                | 4:0 (3:0) | Andorra | Keine Sorgen Arena, Ried im Innkreis,                        |                                                              |
|                                | - Wolf 4' (pen.), 31' - Grull 11' - Wober 90+5' (pen.) | Reporte   |         | Asistencia: 0 espectadores Árbitro(s): Manfredas Lukjancukas | Asistencia: 0 espectadores Árbitro(s): Manfredas Lukjancukas |

| 17 de noviembre de 2020, 20:25 | Inglaterra                                                     | 5:0 (3:0) | Albania | Molineux Stadium, Wolverhampton,                   |                                                    |
|                                | - Hudson-Odoi 5' - Justin 26' - Musiala 36' - Nketiah 52', 86' | Reporte   |         | Asistencia: 0 espectadores Árbitro(s): Alain Bieri | Asistencia: 0 espectadores Árbitro(s): Alain Bieri |

### Grupo 4
| Equipo          | Pts | PJ | PG | PE | PP | GF | GC | Dif |
| --------------- | --- | -- | -- | -- | -- | -- | -- | --- |
| República Checa | 21  | 10 | 6  | 3  | 1  | 20 | 4  | +16 |
| Croacia         | 20  | 10 | 6  | 2  | 2  | 37 | 7  | +30 |
| Escocia         | 18  | 10 | 5  | 3  | 2  | 16 | 5  | +11 |
| Grecia          | 16  | 10 | 5  | 1  | 4  | 10 | 11 | -1  |
| Lituania        | 10  | 10 | 3  | 1  | 6  | 9  | 15 | -6  |
| San Marino      | 0   | 10 | 0  | 0  | 10 | 0  | 50 | -50 |

| 5 de junio de 2019, 20:30 | San Marino | 0:3 (0:2) | Lituania                                  | Olímpico de San Marino, Serravalle, |                           |
|                           |            | Reporte   | - Kloniūnas 7' - Dubickas 29' - Čyžas 60' | Árbitro(s): Rahim Hasanov           | Árbitro(s): Rahim Hasanov |

| 10 de junio de 2019, 18:00 | Grecia                                                 | 5:0 (3:0) | San Marino | Estadio Georgios Kamaras, Atenas, |                             |
|                            | - Kampetsis 26', 68' - Pavlidis 29', 37' - Vrousai 51' | Reporte   |            | Árbitro(s): Dumitri Muntean       | Árbitro(s): Dumitri Muntean |

| 5 de septiembre de 2019, 20:30 | Escocia                           | 2:0 (2:0) | San Marino | St Mirren Park, Paisley,    |                             |
|                                | - Tosi 21' (a.g.) - Middleton 28' | Reporte   |            | Árbitro(s): Vitaliy Romanov | Árbitro(s): Vitaliy Romanov |

| 6 de septiembre de 2019, 18:00 | República Checa                    | 2:0 (1:0) | Lituania | Střelecký ostrov, České Budějovice, |                             |
|                                | - Vaníček 16' - Šašinka 68' (pen.) | Reporte   |          | Árbitro(s): Nicolas Laforge         | Árbitro(s): Nicolas Laforge |

| 10 de septiembre de 2019, 16:30 | Grecia          | 1:0 (0:0) | Lituania | Estadio Georgios Kamaras, Kallithea, |                            |
|                                 | - Bouzoukis 80' | Reporte   |          | Árbitro(s): Besfort Kasumi           | Árbitro(s): Besfort Kasumi |

| 10 de septiembre de 2019, 20:00 | Croacia         | 1:2 (1:0) | Escocia             | Stadion Šubićevac, Šibenik, |                           |
|                                 | - Kulenović 10' | Reporte   | - McLennan 81', 89' | Árbitro(s): Michal Ocenáš   | Árbitro(s): Michal Ocenáš |

| 10 de octubre de 2019, 17:00 | República Checa | 1:1 (0:1) | Grecia                   | Městský stadion, Karviná,    |                              |
|                              | - Hložek 76'    | Reporte   | - Bouzoukis 45+2' (pen.) | Árbitro(s): Jørgen Burchardt | Árbitro(s): Jørgen Burchardt |

| 10 de octubre de 2019, 18:15 | Escocia | 0:0     | Lituania | Tynecastle Park, Edimburgo,   |                               |
|                              |         | Reporte |          | Árbitro(s): Krzysztof Jakubik | Árbitro(s): Krzysztof Jakubik |

| 14 de octubre de 2019, 17:00 | República Checa | 0:0     | Escocia | Stadion Miroslava Valenty, Uherské Hradiště, |                           |
|                              |                 | Reporte |         | Árbitro(s): Alain Durieux                    | Árbitro(s): Alain Durieux |

| 15 de octubre de 2019, 19:00 | San Marino | 0:7 (0:5) | Croacia                                                                    | Olímpico de San Marino, Serravalle,  |                                      |
|                              |            | Reporte   | - Kulenović 6', 24', 45+2' - Ivanušec 26', 57' - Bistrović 42' - Soldo 75' | Árbitro(s): Kaarlo Oskari Hämäläinen | Árbitro(s): Kaarlo Oskari Hämäläinen |

| 14 de noviembre de 2019, 18:00 | República Checa                                        | 6:0 (3:0) | San Marino | Letní stadion, Chomutov,          |                                   |
|                                | - Hložek 11', 69' - Janošek 15', 82' - Krejčí 38', 67' | Reporte   |            | Árbitro(s): Helgi Mikael Jónasson | Árbitro(s): Helgi Mikael Jónasson |

| 14 de noviembre de 2019, 17:30 | Lituania           | 1:3 (0:1) | Croacia                                     | LFF Stadium, Vilna,            |                                |
|                                | - Antanavičius 60' | Reporte   | - Ivanušec 9' - Posavec 73' - Bistrović 89' | Árbitro(s): Kristoffer Hagenes | Árbitro(s): Kristoffer Hagenes |

| 15 de noviembre de 2019, 20:00 | Escocia | 0:1 (0:0) | Grecia                  | Tynecastle Park, Edimburgo, |                           |
|                                |         | Reporte   | - Nikolaou 90+1' (pen.) | Árbitro(s): Bojan Pandžić   | Árbitro(s): Bojan Pandžić |

| 18 de noviembre de 2019, 18:00 | Croacia        | 1:2 (1:1) | República Checa          | Stadion Radnik, Velika Gorica, |                         |
|                                | - Ivanušec 30' | Reporte   | - Krejčí 39' - Bucha 72' | Árbitro(s): Espen Eskås        | Árbitro(s): Espen Eskås |

| 2 de septiembre de 2020, 20:30 | San Marino | 0:6 (0:2) | República Checa                                            | Olímpico de San Marino, Serravalle,                    |                                                        |
|                                |            | Reporte   | - Drchal 19', 27' - Krejčí 64', 76' - Holik 77' - Sulc 84' | Asistencia: 0 espectadores Árbitro(s): Amine Kourgheli | Asistencia: 0 espectadores Árbitro(s): Amine Kourgheli |

| 3 de septiembre de 2020, 19:00 | Croacia                                   | 5:0 (4:0) | Grecia | Varaždin Arena, Varaždin,                             |                                                       |
|                                | - Moro 1' - Majer 5', 24' - Musa 14', 52' | Reporte   |        | Asistencia: 0 espectadores Árbitro(s): Marco Di Bello | Asistencia: 0 espectadores Árbitro(s): Marco Di Bello |

| 6 de septiembre de 2020, 20:30 | San Marino | 0:1 (0:1) | Grecia              | Olímpico de San Marino, Serravalle,                  |                                                      |
|                                |            | Reporte   | - Emmanouilidis 24' | Asistencia: 0 espectadores Árbitro(s): Jason Barcelo | Asistencia: 0 espectadores Árbitro(s): Jason Barcelo |

| 7 de septiembre de 2020, 18:00 | República Checa | 0:0     | Croacia | Střelecký ostrov, České Budějovice,                    |                                                        |
|                                |                 | Reporte |         | Asistencia: 0 espectadores Árbitro(s): Ivaylo Stoyanov | Asistencia: 0 espectadores Árbitro(s): Ivaylo Stoyanov |

| 8 de septiembre de 2020, 17:30 | Lituania | 0:1 (0:0) | Escocia        | LFF stadionas, Vilna,                                |                                                      |
|                                |          | Reporte   | - Campbell 81' | Asistencia: 0 espectadores Árbitro(s): Juri Frischer | Asistencia: 0 espectadores Árbitro(s): Juri Frischer |

| 8 de octubre de 2020, 17:30 | Lituania                     | 2:0 (1:0) | Grecia | Sūduva Stadium, Marijampolė,                           |                                                        |
|                             | - Cyzas 17' - Megelaitis 66' | Reporte   |        | Asistencia: 0 espectadores Árbitro(s): Kateryna Monzul | Asistencia: 0 espectadores Árbitro(s): Kateryna Monzul |

| 8 de octubre de 2020, 18:00 | Croacia | 10:0 (5:0) | San Marino | Estadio Maksimir, Nitra,                                      |                                                               |
|                             | - Kulenovic 2' - Majer 23' - Spikic 34' - Ivanusec 40', 44', 73' - Nejasmic 52', 56' - Vizinger 78' - Gvardiol 81' | Reporte    |            | Asistencia: 0 espectadores Árbitro(s): Ivar Orri Kristjansson | Asistencia: 0 espectadores Árbitro(s): Ivar Orri Kristjansson |

| 9 de octubre de 2020, 18:30 | Escocia                     | 2:0 (1:0) | República Checa | Tynecastle Park, Edimburgo,                                       |                                                                   |
|                             | - Hornby 25' - McCrorie 82' | Reporte   |                 | Asistencia: 0 espectadores Árbitro(s): Guillermo Cuadra Fernández | Asistencia: 0 espectadores Árbitro(s): Guillermo Cuadra Fernández |

| 13 de octubre de 2020, 16:00 | Grecia | 0:1 (0:1) | Croacia     | Pampeloponnisiako Stadium, Patras,                               |                                                                  |
|                              |        | Reporte   | - Majer 27' | Asistencia: 0 espectadores Árbitro(s): José Luis Munuera Montero | Asistencia: 0 espectadores Árbitro(s): José Luis Munuera Montero |

| 13 de octubre de 2020, 17:30 | San Marino | 0:7 (0:3) | Escocia                                                                               | Olímpico de San Marino, Serravalle,                  |                                                      |
|                              |            | Reporte   | - Hornby 20' (pen.), 50', 51' - Turnbull 39' - Maguire 43' - McLennan 70' - Ashby 75' | Asistencia: 0 espectadores Árbitro(s): Luis Teixeira | Asistencia: 0 espectadores Árbitro(s): Luis Teixeira |

| 13 de octubre de 2020, 17:30 | Lituania | 0:1 (0:1) | República Checa | Sūduva Stadium, Marijampolė,                        |                                                     |
|                              |          | Reporte   | - Šašinka 22'   | Asistencia: 0 espectadores Árbitro(s): Morten Krogh | Asistencia: 0 espectadores Árbitro(s): Morten Krogh |

| 12 de noviembre de 2020, 16:00 | Escocia                        | 2:2 (0:2) | Croacia                    | Tynecastle Park, Edimburgo,                           |                                                       |
|                                | - Middleton 54' - McLennan 70' | Reporte   | - Moro 20' - Bistrovic 25' | Asistencia: 0 espectadores Árbitro(s): Michael Fabbri | Asistencia: 0 espectadores Árbitro(s): Michael Fabbri |

| 13 de noviembre de 2020, 18:00 | Grecia | 0:2 (0:0) | República Checa                   | Theodoros Vardinogiannis, Heraclión, |                              |
|                                |        | Reporte   | - Bucha 68' (pen.) - Drchal 90+1' | Árbitro(s): Adrien Jaccottet         | Árbitro(s): Adrien Jaccottet |

| 17 de noviembre de 2020, 17:00 | Croacia                                                                | 7:0 (3:0) | Lituania | Estadio Aldo Drosina, Pula,                       |                                                   |
|                                | - Spikic 13' - Musa 29', 66' - Sverko 36' - Sutalo 57' - Moro 70', 76' | Reporte   |          | Asistencia: 0 espectadores Árbitro(s): Ian McNabb | Asistencia: 0 espectadores Árbitro(s): Ian McNabb |

| 17 de noviembre de 2020, 17:00 | Grecia              | 1:0 (1:0) | Escocia | Apostolos Nikolaidis, Atenas,                        |                                                      |
|                                | - Christopoulos 27' | Reporte   |         | Asistencia: 0 espectadores Árbitro(s): Benoît Millot | Asistencia: 0 espectadores Árbitro(s): Benoît Millot |

### Grupo 5
| Equipo   | Pts | PJ | PG | PE | PP | GF | GC | Dif |
| -------- | --- | -- | -- | -- | -- | -- | -- | --- |
| Rusia    | 23  | 10 | 7  | 2  | 1  | 22 | 4  | +18 |
| Polonia  | 20  | 10 | 6  | 2  | 2  | 19 | 8  | +11 |
| Bulgaria | 18  | 10 | 5  | 3  | 2  | 14 | 5  | +9  |
| Serbia   | 12  | 10 | 3  | 3  | 4  | 12 | 9  | +3  |
| Estonia  | 5   | 10 | 1  | 2  | 7  | 3  | 34 | -31 |
| Letonia  | 4   | 10 | 0  | 4  | 6  | 7  | 17 | -10 |

| 5 de septiembre de 2019, 16:30 | Estonia | 0:4 (0:2) | Bulgaria                              | Estadio Kadriorg, Tallin,   |                             |
|                                |         | Reporte   | - Yordanov 14', 48', 65' - Ivanov 39' | Árbitro(s): Milovan Milačić | Árbitro(s): Milovan Milačić |

| 6 de septiembre de 2019, 16:00 | Letonia | 0:1 (0:1) | Polonia       | Zemgale Olympic Center, Jelgava, |                           |
|                                |         | Reporte   | - Klimala 27' | Árbitro(s): Admir Šehović        | Árbitro(s): Admir Šehović |

| 6 de septiembre de 2019, 18:00 | Rusia         | 1:0 (1:0) | Serbia | Mordovia Arena, Saransk,          |                                   |
|                                | - Diveyev 20' | Reporte   |        | Árbitro(s): Manfredas Lukjancukas | Árbitro(s): Manfredas Lukjancukas |

| 10 de septiembre de 2019, 18:00 | Polonia                                                       | 4:0 (1:0) | Estonia | Estadio Municipal de Białystok, Bialystok, |                         |
|                                 | - Płacheta 6' - Fila 65' - Jóźwiak 80' - Dziczek 90+4' (pen.) | Reporte   |         | Árbitro(s): Rohit Saggi                    | Árbitro(s): Rohit Saggi |

| 10 de septiembre de 2019, 19:00 | Serbia      | 1:1 (0:1) | Letonia     | Estadio Karađorđe, Novi Sad, |                           |
|                                 | - Adžić 57' | Reporte   | - Regža 10' | Árbitro(s): Keith Kennedy    | Árbitro(s): Keith Kennedy |

| 10 de septiembre de 2019, 19:30 | Bulgaria | 0:0     | Rusia | Estadio Ovcha Kupel, Sofia, |                          |
|                                 |          | Reporte |       | Árbitro(s): Urs Schnyder    | Árbitro(s): Urs Schnyder |

| 11 de octubre de 2019, 16:00 | Rusia                          | 2:2 (1:2) | Polonia                              | Estadio Central, Ekaterimburgo, |                        |
|                              | - Utkin 25' - Suleymanov 90+1' | Reporte   | - Diveyev 10' (o.g.) - Klimala 45+1' | Árbitro(s): Pavel Orel          | Árbitro(s): Pavel Orel |

| 11 de octubre de 2019, 18:15 | Estonia                   | 2:1 (2:1) | Letonia     | Pärnu Rannastaadion, Pärnu, |                          |
|                              | - Soomets 11' - Valge 24' | Reporte   | - Regža 18' | Árbitro(s): Rauf Jabarov    | Árbitro(s): Rauf Jabarov |

| 11 de octubre de 2019, 19:30 | Bulgaria | 0:1 (0:0) | Serbia           | Estadio Ovcha Kupel, Sofia,   |                               |
|                              |          | Reporte   | - Stuparević 87' | Árbitro(s): Giorgi Kruashvili | Árbitro(s): Giorgi Kruashvili |

| 15 de octubre de 2019, 17:00 | Letonia | 0:0     | Bulgaria | Estadio Skonto, Riga,     |                           |
|                              |         | Reporte |          | Árbitro(s): Marcel Birsan | Árbitro(s): Marcel Birsan |

| 15 de octubre de 2019, 18:00 | Polonia      | 1:0 (0:0) | Serbia | Estadio Widzew Łódź, Lodz, |                           |
|                              | - Bogusz 79' | Reporte   |        | Árbitro(s): João Pinheiro  | Árbitro(s): João Pinheiro |

| 15 de octubre de 2019, 18:15 | Estonia | 0:5 (0:2) | Rusia                                                                          | Pärnu Rannastaadion, Pärnu,   |                               |
|                              |         | Reporte   | - Chalov 26' (pen.) - Glushenkov 35' - Glebov 65' - Krugovoy 69' - Kalugin 75' | Árbitro(s): Nikolas Neokleous | Árbitro(s): Nikolas Neokleous |

| 15 de noviembre de 2019, 16:00 | Rusia                      | 2:0 (1:0) | Letonia | Rostov Arena, Rostov del Don, |                          |
|                                | - Diveyev 9' - Umyarov 65' | Reporte   |         | Árbitro(s): Morten Krogh      | Árbitro(s): Morten Krogh |

| 15 de noviembre de 2019, 17:00 | Bulgaria                         | 3:0 (1:0) | Polonia | Estadio Ovcha Kupel, Sofia, |                            |
|                                | - Yordanov 43' - Ivanov 51', 61' | Reporte   |         | Árbitro(s): Yaroslav Kozyk  | Árbitro(s): Yaroslav Kozyk |

| 15 de noviembre de 2019, 19:00 | Serbia                                                           | 6:0 (3:0) | Estonia | Stadion Čair, Niš,           |                              |
|                                | - L. Ilić 12' - Joveljić 20', 52', 61' - I. Ilić 38' - Tedić 87' | Reporte   |         | Árbitro(s): Nathan Verboomen | Árbitro(s): Nathan Verboomen |

| 19 de noviembre de 2019, 19:00 | Serbia | 0:2 (0:2) | Rusia                        | Stadion Čair, Niš,                |                                   |
|                                |        | Reporte   | - Chalov 8' - Suleymanov 44' | Árbitro(s): Juan Martínez Munuera | Árbitro(s): Juan Martínez Munuera |

| 4 de septiembre de 2020, 16:00 | Letonia                | 2:2 (2:0) | Serbia                           | Zemgales Olimpiskais centrs, Jelgava,                |                                                      |
|                                | - Liepa 7' - Regza 16' | Reporte   | - Masovic 50' - Adzic 66' (pen.) | Asistencia: 0 espectadores Árbitro(s): Gal Leibovitz | Asistencia: 0 espectadores Árbitro(s): Gal Leibovitz |

| 4 de septiembre de 2020, 18:00 | Estonia | 0:6 (0:3) | Polonia                                                                           | Parnu Rannastaadion, Parnu,                           |                                                       |
|                                |         | Reporte   | - Bogusz 4' - Klimala 15' - Kaminski 34' - Gumny 47' - Placheta 58' - Tomczyk 81' | Asistencia: 0 espectadores Árbitro(s): Petri Viljanen | Asistencia: 0 espectadores Árbitro(s): Petri Viljanen |

| 4 de septiembre de 2020, 18:00 | Rusia                         | 2:0 (1:0) | Bulgaria | Arena Jimki, Jimki,                                   |                                                       |
|                                | - Glushenkov 1' - Diveyev 65' | Reporte   |          | Asistencia: 0 espectadores Árbitro(s): Arda Kardeşler | Asistencia: 0 espectadores Árbitro(s): Arda Kardeşler |

| 8 de septiembre de 2020, 16:00 | Letonia     | 1:1 (0:0) | Estonia        | Zemgales Olimpiskais centrs, Jelgava,                      |                                                            |
|                                | - Regza 61' | Reporte   | - Reinkort 53' | Asistencia: 0 espectadores Árbitro(s): Goga Kikacheishvili | Asistencia: 0 espectadores Árbitro(s): Goga Kikacheishvili |

| 8 de septiembre de 2020, 18:00 | Polonia       | 1:0 (0:0) | Rusia | Estadio Widzew Łódź, Łódź,                          |                                                     |
|                                | - Dziczek 61' | Reporte   |       | Asistencia: 0 espectadores Árbitro(s): Kevin Clancy | Asistencia: 0 espectadores Árbitro(s): Kevin Clancy |

| 8 de septiembre de 2020, 20:00 | Serbia            | 1:2 (0:1) | Bulgaria                  | Estadio Metalac, Gornji Milanovac,                 |                                                    |
|                                | - Ilic 86' (pen.) | Reporte   | - Iliev 45' - Krastev 64' | Asistencia: 0 espectadores Árbitro(s): Espen Eskås | Asistencia: 0 espectadores Árbitro(s): Espen Eskås |

| 9 de octubre de 2020, 17:00 | Rusia                                                      | 4:0 (4:0) | Estonia | Arena Jimki, Jimki,                                                   |                                                                       |
|                             | - Villota 8' (a.g.) - Kuchaev 13' - Chalov 21' (pen.), 40' | Reporte   |         | Asistencia: 0 espectadores Árbitro(s): Antonio Emanuel Carvalho Nobre | Asistencia: 0 espectadores Árbitro(s): Antonio Emanuel Carvalho Nobre |

| 9 de octubre de 2020, 17:45 | Bulgaria     | 1:0 (0:0) | Letonia | Estadio Ovcha Kupel, Sofía,                            |                                                        |
|                             | - Ivanov 67' | Reporte   |         | Asistencia: 0 espectadores Árbitro(s): Viktor Shimusik | Asistencia: 0 espectadores Árbitro(s): Viktor Shimusik |

| 9 de octubre de 2020, 18:00 | Serbia        | 1:0 (1:0) | Polonia | Estadio Metalac, Gornji Milanovac,                        |                                                           |
|                             | - Nikolic 11' | Reporte   |         | Asistencia: 0 espectadores Árbitro(s): Bram Van Driessche | Asistencia: 0 espectadores Árbitro(s): Bram Van Driessche |

| 13 de octubre de 2020, 15:00 | Estonia | 0:0     | Serbia | Slokas Stadium, Jūrmala,                               |                                                        |
|                              |         | Reporte |        | Asistencia: 0 espectadores Árbitro(s): Paul Mclaughlin | Asistencia: 0 espectadores Árbitro(s): Paul Mclaughlin |

| 13 de octubre de 2020, 16:00 | Letonia        | 1:4 (0:1) | Rusia                                                        | Estadio Skonto, Riga,                                 |                                                       |
|                              | - Lusins 90+3' | Reporte   | - Kuchaev 28' - Evgenyev 51' - Lisovyy 55' - Lomovitskiy 85' | Asistencia: 0 espectadores Árbitro(s): Roomer Tarajev | Asistencia: 0 espectadores Árbitro(s): Roomer Tarajev |

| 13 de octubre de 2020, 18:00 | Polonia    | 1:1 (0:1) | Bulgaria       | Gdynia Arena, Gdynia,                                  |                                                        |
|                              | - Bida 66' | Reporte   | - Dimitrov 41' | Asistencia: 0 espectadores Árbitro(s): Allard Lindhout | Asistencia: 0 espectadores Árbitro(s): Allard Lindhout |

| 17 de noviembre de 2020, 17:30 | Polonia                                 | 3:1 (0:0) | Letonia     | Estadio Municipal de Białystok, Bialystok,             |                                                        |
|                                | - Bialek 48' - Kiwior 61' - Klimala 71' | Reporte   | - Regza 89' | Asistencia: 0 espectadores Árbitro(s): Dragan Petrovic | Asistencia: 0 espectadores Árbitro(s): Dragan Petrovic |

| 17 de noviembre de 2020, 17:30 | Bulgaria                               | 3:0 (2:0) | Estonia | Estadio Ovcha Kupel, Sofia,                           |                                                       |
|                                | - Kotev 28' - Tombak 30' - Krastev 88' | Reporte   |         | Asistencia: 0 espectadores Árbitro(s): Walter Altmann | Asistencia: 0 espectadores Árbitro(s): Walter Altmann |

### Grupo 6
| Equipo              | Pts | PJ | PG | PE | PP | GF | GC | Dif |
| ------------------- | --- | -- | -- | -- | -- | -- | -- | --- |
| España              | 28  | 10 | 9  | 1  | 0  | 20 | 1  | +19 |
| Macedonia del Norte | 18  | 10 | 5  | 3  | 2  | 20 | 12 | +8  |
| Israel              | 13  | 10 | 3  | 4  | 3  | 12 | 14 | -2  |
| Kazajistán          | 10  | 10 | 3  | 1  | 6  | 12 | 21 | -9  |
| Islas Feroe         | 9   | 10 | 3  | 0  | 7  | 11 | 25 | -14 |
| Montenegro          | 7   | 10 | 2  | 1  | 7  | 11 | 13 | -2  |

| 6 de junio de 2019, 17:00 | Islas Feroe        | 1:3 (0:1) | Kazajistán                                       | Svangaskarð, Toftir,            |                                 |
|                           | - Radosavlevic 85' | Reporte   | - Bakhtiyarov 2' - Bachek 68' - Prokopenko 90+4' | Árbitro(s): Iwan Arwel Griffith | Árbitro(s): Iwan Arwel Griffith |

| 11 de junio de 2019, 20:30 | Montenegro            | 1:2 (1:0) | Kazajistán                       | Estadio Pod Goricom, Podgorica, |                               |
|                            | - Tursynbay 3' (a.g.) | Reporte   | - Seidakhmet 62' - Karimov 90+4' | Árbitro(s): Giorgi Kruashvili   | Árbitro(s): Giorgi Kruashvili |

| 6 de septiembre de 2019, 15:00 | Kazajistán | 0:1 (0:1) | España                 | Astana Arena, Nur-sultán,  |                            |
|                                |            | Reporte   | - Dani Olmo 28' (pen.) | Árbitro(s): Nicholas Walsh | Árbitro(s): Nicholas Walsh |

| 6 de septiembre de 2019, 20:00 | Montenegro                                         | 3:0 (3:0) | Islas Feroe | Gradski stadion, Nikšić, |                          |
|                                | - N. Krstović 19', 30' (pen.) - Vuković 44' (pen.) | Reporte   |             | Árbitro(s): Barbeno Luca | Árbitro(s): Barbeno Luca |

| 10 de septiembre de 2019, 15:00 | Kazajistán    | 1:2 (1:1) | Israel                  | Astana Arena, Nur-sultán,      |                                |
|                                 | - Shvyrev 22' | Reporte   | - Almog 2' - Yosefi 83' | Árbitro(s): Zaven Hovhannisyan | Árbitro(s): Zaven Hovhannisyan |

| 10 de septiembre de 2019, 16:00 | Macedonia del Norte                                                       | 7:1 (3:1) | Islas Feroe            | Trening Centar Petar Miloševski, Skopie, |                           |
|                                 | - Mitrovski 26', 45+3', 85' - Churlinov 32', 88' - Daci 59' - Lichina 62' | Reporte   | - Andreasen 19' (pen.) | Árbitro(s): Jason Barcelo                | Árbitro(s): Jason Barcelo |

| 10 de septiembre de 2019, 19:45 | España        | 2:0 (2:0) | Montenegro | Nou Estadi Castàlia, Castellón de la Plana, |                              |
|                                 | - Olmo 3', 9' | Reporte   |            | Árbitro(s): Aleksei Matyunin                | Árbitro(s): Aleksei Matyunin |

| 10 de octubre de 2019, 17:00 | Montenegro        | 1:2 (1:2) | Macedonia del Norte        | DG Arena, Podgorica,         |                              |
|                              | - Skenderović 10' | Reporte   | - Atanasov 14', 33' (pen.) | Árbitro(s): Stephan Klossner | Árbitro(s): Stephan Klossner |

| 15 de octubre de 2019, 14:30 | Macedonia del Norte | 1:1 (1:0) | Kazajistán      | Trening Centar Petar Miloševski, Skopie, |                            |
|                              | - Ristovski 20'     | Reporte   | - Omirtayev 75' | Árbitro(s): Mykola Balakin               | Árbitro(s): Mykola Balakin |

| 15 de octubre de 2019, 18:35 | Israel                        | 3:1 (1:0) | Islas Feroe     | Hamoshava Stadium, Petach Tikva, |                        |
|                              | - Baribo 8', 53' - Malede 86' | Reporte   | - Samuelsen 64' | Árbitro(s): Ian McNabb           | Árbitro(s): Ian McNabb |

| 15 de octubre de 2019, 18:45 | Montenegro | 0:2 (0:1) | España                       | Estadio Pod Goricom, Podgorica, |                              |
|                              |            | Reporte   | - Buñuel 34' - Cucurella 62' | Árbitro(s): Halil Umut Meler    | Árbitro(s): Halil Umut Meler |

| 14 de noviembre de 2019, 19:05 | Israel | 0:0     | Montenegro | Estadio Ramat Gan, Ramat Gan,   |                                 |
|                                |        | Reporte |            | Árbitro(s): Iwan Arwel Griffith | Árbitro(s): Iwan Arwel Griffith |

| 14 de noviembre de 2019, 19:45 | España                                                | 3:0 (1:0) | Macedonia del Norte | Municipal de Santo Domingo, Alcorcón,     |                                           |
|                                | - Manu García 7' - Serafimov 47' (a.g.) - Pedrosa 87' | Reporte   |                     | Árbitro(s): Mads-Kristoffer Kristoffersen | Árbitro(s): Mads-Kristoffer Kristoffersen |

| 19 de noviembre de 2019, 18:30 | Israel              | 1:1 (0:0) | España      | Estadio Ramat Gan, Ramat Gan, |                          |
|                                | - Karzev 81' (pen.) | Reporte   | - Óscar 50' | Árbitro(s): Duje Strukan      | Árbitro(s): Duje Strukan |

| 2 de septiembre de 2020, 18:00 | Islas Feroe                                       | 3:1 (0:1) | Israel              | Svangaskarð, Toftir,              |                                   |
|                                | - Mikkelsen 52' - Radosavljevic 77' - Knudsen 83' | Reporte   | - Yosefi 35' (pen.) | Árbitro(s): Helgi Mikael Jónasson | Árbitro(s): Helgi Mikael Jónasson |

| 3 de septiembre de 2020, 15:00 | Kazajistán | 0:4 (0:0) | Montenegro                                                            | Estadio Central, Almatý,                             |                                                      |
|                                |            | Reporte   | - Milutin Osmajić 58', 64' - Marko Rakonjac 79' - Ilija Vukotić 90+2' | Asistencia: 0 espectadores Árbitro(s): Rahim Hasanov | Asistencia: 0 espectadores Árbitro(s): Rahim Hasanov |

| 3 de septiembre de 2020, 18:45 | Macedonia del Norte | 0:1 (0:0) | España            | Trening Centar Petar Miloševski, Skopie, |                            |
|                                |                     | Reporte   | - Duro 83' (pen.) | Árbitro(s): Horatiu Fesnic               | Árbitro(s): Horatiu Fesnic |

| 8 de septiembre de 2020, 15:00 | Islas Feroe   | 1:2 (0:1) | Macedonia del Norte            | Tórsvøllur, Torshavn,                              |                                                    |
|                                | - Knudsen 84' | Reporte   | - Ristovski 16' - Ackovski 80' | Asistencia: 0 espectadores Árbitro(s): Rohit Saggi | Asistencia: 0 espectadores Árbitro(s): Rohit Saggi |

| 8 de septiembre de 2020, 19:40 | Israel         | 1:2 (0:1) | Kazajistán                        | Green Stadium, Nof HaGalil,                      |                                                  |
|                                | - Shwiro 90+1' | Reporte   | - Astanov 45+1' - Omirtayev 90+4' | Asistencia: 0 espectadores Árbitro(s): Genc Nuza | Asistencia: 0 espectadores Árbitro(s): Genc Nuza |

| 8 de octubre de 2020, 13:00 | Kazajistán      | 1:4 (0:2) | Macedonia del Norte                                 | Estadio Central, Almatý,                               |                                                        |
|                             | - Omirtayev 52' | Reporte   | - Churlinov 38', 48' - Atanasov 41' - Mitrovski 67' | Asistencia: 0 espectadores Árbitro(s): Lukas Fähndrich | Asistencia: 0 espectadores Árbitro(s): Lukas Fähndrich |

| 8 de octubre de 2020, 18:00 | Montenegro     | 1:2 (0:1) | Israel                 | DG arena, Podgorica,                                 |                                                      |
|                             | - Krstović 50' | Reporte   | - Almog pen.' (15) 83' | Asistencia: 0 espectadores Árbitro(s): Denys Shurman | Asistencia: 0 espectadores Árbitro(s): Denys Shurman |

| 8 de octubre de 2020, 18:45 | Islas Feroe | 0:2 (0:0) | España                  | Tórsvøllur, Tórshavn,                              |                                                    |
|                             |             | Reporte   | - Brahim Díaz 51' 90+1' | Asistencia: 0 espectadores Árbitro(s): David Munro | Asistencia: 0 espectadores Árbitro(s): David Munro |

| 13 de octubre de 2020, 14:30 | Macedonia del Norte | 1:1 (0:1) | Israel      | Trening Centar Petar Miloševski, Skopie,              |                                                       |
|                              | - Atanasov 90+5'    | Reporte   | - Elias 21' | Asistencia: 0 espectadores Árbitro(s): Nicholas Walsh | Asistencia: 0 espectadores Árbitro(s): Nicholas Walsh |

| 13 de octubre de 2020, 18:00 | Islas Feroe         | 1:0 (1:0) | Montenegro | Svangaskarð, Toftir,                                     |                                                          |
|                              | - Radosavljevic 29' | Reporte   |            | Asistencia: 0 espectadores Árbitro(s): Athanasios Tzilos | Asistencia: 0 espectadores Árbitro(s): Athanasios Tzilos |

| 13 de octubre de 2020, 18:45 | España                               | 3:0 (0:0) | Kazajistán | Municipal de Santo Domingo, Alcorcón,                |                                                      |
|                              | - Guillamón 65' - Dani Gómez 71' 85' | Reporte   |            | Asistencia: 0 espectadores Árbitro(s): Volen Chinkov | Asistencia: 0 espectadores Árbitro(s): Volen Chinkov |

| 12 de noviembre de 2020, 18:30 | Israel      | 1:1 (1:0) | Macedonia del Norte | Netanya Municipal Stadium, Netanya,                       |                                                           |
|                                | - Yosefi 1' | Reporte   | - Atanasov 76'      | Asistencia: 0 espectadores Árbitro(s): Viktor Kopiievskyi | Asistencia: 0 espectadores Árbitro(s): Viktor Kopiievskyi |

| 12 de noviembre de 2020, 19:00 | España                    | 2:0 (0:0) | Islas Feroe | Estadio Municipal de Marbella, Marbella,             |                                                      |
|                                | - Pedrosa 67' - López 87' | Reporte   |             | Asistencia: 0 espectadores Árbitro(s): Admir Šehović | Asistencia: 0 espectadores Árbitro(s): Admir Šehović |

| 17 de noviembre de 2020, 12:00 | Kazajistán                           | 2:3 (0:1) | Islas Feroe                                       | Kazhimukan Munaytpasov, Shymkent,                  |                                                    |
|                                | - Karimov 65' - Omirtayev 81' (pen.) | Reporte   | - Radosavlevic 20' - Knudsen 49' - Johannesen 64' | Asistencia: 0 espectadores Árbitro(s): Lazar Lukić | Asistencia: 0 espectadores Árbitro(s): Lazar Lukić |

| 17 de noviembre de 2020, 13:30 | Macedonia del Norte                     | 2:1 (1:0) | Montenegro     | Trening Centar Petar Miloševski, Skopie,                  |                                                           |
|                                | - Gjorgjievski 13' - Miovski 78' (pen.) | Reporte   | - Krstović 86' | Asistencia: 0 espectadores Árbitro(s): Christopher Jaeger | Asistencia: 0 espectadores Árbitro(s): Christopher Jaeger |

| 17 de noviembre de 2020, 18:45 | España                                               | 3:0 (0:0) | Israel | Estadio Municipal de Marbella, Marbella,           |                                                    |
|                                | - López 65' (pen.) - Barrenetxea 75' - Moncayola 89' | Reporte   |        | Asistencia: 0 espectadores Árbitro(s): Rohit Saggi | Asistencia: 0 espectadores Árbitro(s): Rohit Saggi |

### Grupo 7
| Equipo       | Pts | PJ | PG | PE | PP | GF | GC | Dif |
| ------------ | --- | -- | -- | -- | -- | -- | -- | --- |
| Países Bajos | 27  | 10 | 9  | 0  | 1  | 46 | 5  | +41 |
| Portugal     | 27  | 10 | 9  | 0  | 1  | 29 | 9  | +20 |
| Noruega      | 10  | 8  | 3  | 1  | 4  | 14 | 16 | -2  |
| Bielorrusia  | 8   | 9  | 2  | 2  | 5  | 15 | 21 | -6  |
| Chipre       | 7   | 9  | 2  | 1  | 6  | 8  | 24 | -16 |
| Gibraltar    | 0   | 8  | 0  | 0  | 8  | 0  | 37 | -37 |

| 20 de marzo de 2019, 14:30 | Chipre      | 1:0 (0:0) | Gibraltar | Estadio Ammochostos, Lárnaca, |                       |
|                            | - Roles 62' | Reporte   |           | Árbitro(s): Genc Nuza         | Árbitro(s): Genc Nuza |

| 8 de junio de 2019, 13:00 | Bielorrusia | 10:0 (2:0) | Gibraltar | Torpedo Estadio, Zhodino, |                        |
|                           | - Shkurdyuk 31' - Bakhar 45+2', 75', 84' - Podstrelov 55' - Klenyo 68', 78', 90' - Alshanik 72' - Pyatrenka 80' | Reporte    |           | Árbitro(s): Yigal Frid    | Árbitro(s): Yigal Frid |

| 5 de septiembre de 2019, 21:45 | Portugal                                                    | 4:0 (2:0) | Gibraltar | FC Alverca, Alverca do Ribatejo, |                            |
|                                | - Francisco 8' - Mota Carvalho 13', 60' - Diogo Queirós 66' | Reporte   |           | Árbitro(s): Roomer Tarajev       | Árbitro(s): Roomer Tarajev |

| 6 de septiembre de 2019, 19:00 | Noruega                       | 2:1 (1:0) | Chipre           | Marienlyst Stadion, Drammen, |                              |
|                                | - Heintz 19' - Thorstvedt 56' | Reporte   | - Polykarpou 74' | Árbitro(s): Furkat Atazhanov | Árbitro(s): Furkat Atazhanov |

| 10 de septiembre de 2019, 19:00 | Países Bajos                                                            | 5:1 (3:1) | Chipre         | Stadion De Vijverberg, Doetinchem, |                           |
|                                 | - Koopmeiners 16' (pen.) - de Wit 26', 86' - Sierhuis 29' - Zeefuik 90' | Reporte   | - Sotiriou 11' | Árbitro(s): Denys Shurman          | Árbitro(s): Denys Shurman |

| 10 de septiembre de 2019, 19:00 | Bielorrusia | 0:2 (0:0) | Portugal                     | Torpedo Estadio, Zhodino,        |                                  |
|                                 |             | Reporte   | - Leao 68' - Dany Mota 90+4' | Árbitro(s): Ioannis Papadopoulos | Árbitro(s): Ioannis Papadopoulos |

| 11 de octubre de 2019, 19:00 | Países Bajos                                            | 4:2 (1:1) | Portugal                             | Stadion De Vijverberg, Doetinchem, |                              |
|                              | - Boadu 8', 84' - Koopmeiners 50' (pen.) - Stengs 90+4' | Reporte   | - Queiros 42' - Fernandes 64' (pen.) | Árbitro(s): Roi Reinshreiber       | Árbitro(s): Roi Reinshreiber |

| 11 de octubre de 2019, 19:00 | Bielorrusia     | 1:1 (0:0) | Noruega       | Torpedo Estadio, Zhodino, |                         |
|                              | - Grechikho 58' | Reporte   | - Bohinen 79' | Árbitro(s): Enea Jorgji   | Árbitro(s): Enea Jorgji |

| 15 de octubre de 2019, 15:30 | Chipre       | 1:1 (1:0) | Bielorrusia     | Estadio Ammochostos, Lárnaca, |                           |
|                              | - Sielis 37' | Reporte   | - Grechikho 68' | Árbitro(s): Michal Ocenáš     | Árbitro(s): Michal Ocenáš |

| 15 de octubre de 2019, 18:30 | Noruega | 0:4 (0:1) | Países Bajos                                         | Marienlyst Stadion, Drammen, |                            |
|                              |         | Reporte   | - Van Drongelen 30', 90+5' - Stengs 47' - de Wit 67' | Árbitro(s): Marco Di Bello   | Árbitro(s): Marco Di Bello |

| 14 de noviembre de 2019, 19:00 | Gibraltar | 0:6 (0:2) | Países Bajos                                        | Estadio Victoria, Gibraltar,  |                               |
|                                |           | Reporte   | - Gakpo 16', 63' - de Wit 38', 66', 76' - Redan 88' | Árbitro(s): Emmanouil Skoulas | Árbitro(s): Emmanouil Skoulas |

| 15 de noviembre de 2019, 13:30 | Chipre          | 1:2 (1:0) | Noruega               | Estadio Ammochostos, Lárnaca, |                           |
|                                | - Neophytou 20' | Reporte   | - Thorstvedt 72', 85' | Árbitro(s): Suren Baliyan     | Árbitro(s): Suren Baliyan |

| 19 de noviembre de 2019, 20:00 | Gibraltar | 0:2 (0:1) | Bielorrusia                      | Estadio Victoria, Gibraltar,   |                                |
|                                |           | Reporte   | - Sedko 25' (pen.) - Shkurin 59' | Árbitro(s): Bram Van Driessche | Árbitro(s): Bram Van Driessche |

| 19 de noviembre de 2019, 18:30 | Noruega                              | 2:3 (0:2) | Portugal                    | Marienlyst Stadion, Drammen, |                              |
|                                | - Thorstvedt 83' (pen.) - Larsen 90' | Reporte   | - Vieira 2', 78' - Jota 20' | Árbitro(s): Sergei Lapochkin | Árbitro(s): Sergei Lapochkin |

| 4 de septiembre de 2020, 18:00 | Noruega                                                                 | 6:0 (2:0) | Gibraltar | Marienlyst Stadion, Drammen,                                    |                                                                 |
|                                | - Hauge 13' (pen.) - Risa 22', 78' - Larsen 69' (pen.), 79', 90' (pen.) | Reporte   |           | Asistencia: 0 espectadores Árbitro(s): Kaarlo Oskari Hämäläinen | Asistencia: 0 espectadores Árbitro(s): Kaarlo Oskari Hämäläinen |

| 4 de septiembre de 2020, 18:00 | Chipre | 0:4 (0:2) | Portugal                                    | AEK Arena, Lárnaca,                                 |                                                     |
|                                |        | Reporte   | - Leite 7', 27' - Jota 53' - Joao Mario 85' | Asistencia: 0 espectadores Árbitro(s): Urs Schnyder | Asistencia: 0 espectadores Árbitro(s): Urs Schnyder |

| 4 de septiembre de 2020, 18:00 | Bielorrusia | 0:7 (0:3) | Países Bajos                                                                           | Torpedo Estadio, Zhodino,                              |                                                        |
|                                |             | Reporte   | - Boadu 2', 33' - Koopmeiners 8' (pen.) - de Wit 54', 67' - Sierhuis 82' - Harroui 90' | Asistencia: 0 espectadores Árbitro(s): Dumitri Muntean | Asistencia: 0 espectadores Árbitro(s): Dumitri Muntean |

| 8 de septiembre de 2020, 20:00 | Países Bajos             | 2:0 (0:0) | Noruega | Yanmar Stadion, Almere,                           |                                                   |
|                                | - Lang 82' - Boadu 90+2' | Reporte   |         | Asistencia: 0 espectadores Árbitro(s): Karim Abed | Asistencia: 0 espectadores Árbitro(s): Karim Abed |

| 8 de octubre de 2020, 20:00 | Países Bajos                                                    | 5:0 (3:0) | Gibraltar | De Koel, Venlo,                                           |                                                           |
|                             | - de Wit 7', 24' - Kadioglu 40' - Zeefuik 70' - Ekkelenkamp 78' | Reporte   |           | Asistencia: 0 espectadores Árbitro(s): Christopher Jaeger | Asistencia: 0 espectadores Árbitro(s): Christopher Jaeger |

| 9 de octubre de 2020, 17:00 | Bielorrusia            | 1:2 (0:1) | Chipre                        | Torpedo Estadio, Zhodino,                            |                                                      |
|                             | - Davyskiba 87' (pen.) | Reporte   | - Sotiriou 7' - Peratikos 48' | Asistencia: 0 espectadores Árbitro(s): Tihomir Pejin | Asistencia: 0 espectadores Árbitro(s): Tihomir Pejin |

| 9 de octubre de 2020, 20:30 | Portugal                                    | 4:1 (2:1) | Noruega      | Estadio António Coimbra da Mota, Estoril,                      |                                                                |
|                             | - Neto 6', 16' - Vitinha 69' - Carvalho 88' | Reporte   | - Larsen 34' | Asistencia: 0 espectadores Árbitro(s): Vilhjalmur Thorarinsson | Asistencia: 0 espectadores Árbitro(s): Vilhjalmur Thorarinsson |

| 13 de octubre de 2020, 19:00 | Gibraltar | 0:3 (0:1) | Portugal                   | Estadio Victoria, Gibraltar,                         |                                                      |
|                              |           | Reporte   | - Jota 16' - Pote 50', 80' | Asistencia: 0 espectadores Árbitro(s): Fyodor Zammit | Asistencia: 0 espectadores Árbitro(s): Fyodor Zammit |

| 12 de noviembre de 2020, 20:30 | Portugal                                                      | 3:0 (2:0) | Bielorrusia | Municipal de Portimão, Portimão,                  |                                                   |
|                                | - Prishchepa 3' (a.g.) - Vieira 19' (pen.) - Ramos 90' (pen.) | Reporte   |             | Asistencia: 0 espectadores Árbitro(s): Fedayi San | Asistencia: 0 espectadores Árbitro(s): Fedayi San |

| 15 de noviembre de 2020, 14:30 | Países Bajos                              | 5:0 (2:0) | Bielorrusia | Yanmar stadium, Almere,                          |                                                  |
|                                | - Sierhuis 30', 64', 83' - Boadu 31', 47' | Reporte   |             | Asistencia: 0 espectadores Árbitro(s): Jens Maae | Asistencia: 0 espectadores Árbitro(s): Jens Maae |

| 15 de noviembre de 2020, 20:30 | Portugal                               | 2:1 (1:1) | Chipre         | Estádio da Mata Real, Pacos de Ferreira, |                          |
|                                | - Fernandes 45+1' (pen.) - Queirós 68' | Reporte   | - Artymatas 2' | Árbitro(s): Barbeno Luca                 | Árbitro(s): Barbeno Luca |

| 18 de noviembre de 2020, 20:30 | Portugal         | 2:1 (1:1) | Países Bajos | Estadio Ciudad de Barcelos, Barcelos, |                            |
|                                | - Vieira 2', 53' | Reporte   | - Gakpo 42'  | Árbitro(s): Nicholas Walsh            | Árbitro(s): Nicholas Walsh |

| TBD, 00:00 | Noruega | vs.     | Bielorrusia |                  |                  |
|            |         | Reporte |             | Árbitro(s): [[]] | Árbitro(s): [[]] |

| TBD, 00:00 | Gibraltar | vs.     | Noruega |                  |                  |
|            |           | Reporte |         | Árbitro(s): [[]] | Árbitro(s): [[]] |

| TBD, 00:00 | Gibraltar | vs.     | Chipre |                  |                  |
|            |           | Reporte |        | Árbitro(s): [[]] | Árbitro(s): [[]] |

### Grupo 8
| Equipo            | Pts | PJ | PG | PE | PP | GF | GC | Dif |
| ----------------- | --- | -- | -- | -- | -- | -- | -- | --- |
| Dinamarca         | 26  | 10 | 8  | 2  | 0  | 21 | 9  | +12 |
| Rumania           | 20  | 10 | 6  | 2  | 2  | 22 | 7  | +15 |
| Ucrania           | 16  | 10 | 5  | 1  | 4  | 17 | 11 | +6  |
| Finlandia         | 13  | 10 | 4  | 1  | 5  | 14 | 15 | -1  |
| Irlanda del Norte | 9   | 10 | 2  | 3  | 5  | 7  | 13 | -6  |
| Malta             | 1   | 10 | 0  | 1  | 9  | 4  | 30 | -26 |

| 6 de septiembre de 2019, 17:30 | Ucrania | 0:2 (0:1) | Finlandia                           | Slavutych-Arena, Zaporiyia, |                           |
|                                |         | Reporte   | - Källman 18' - Valakari 81' (pen.) | Árbitro(s): Tihomir Pejin   | Árbitro(s): Tihomir Pejin |

| 6 de septiembre de 2019, 20:30 | Irlanda del Norte | 0:0     | Malta | Ballymena Showgrounds, Ballymena, |                           |
|                                |                   | Reporte |       | Árbitro(s): Ferenc Karakó         | Árbitro(s): Ferenc Karakó |

| 10 de septiembre de 2019, 17:30 | Ucrania                                                   | 4:0 (3:0) | Malta | Slavutych-Arena, Zaporiyia, |                          |
|                                 | - Topalov 17' - Rusyn 21' - Lednev 40' - Tsitaishvili 83' | Reporte   |       | Árbitro(s): Juxhin Xhaja    | Árbitro(s): Juxhin Xhaja |

| 10 de septiembre de 2019, 18:00 | Finlandia     | 1:1 (1:1) | Irlanda del Norte | Raatti Estadio, Oulu,         |                               |
|                                 | - Valakari 4' | Reporte   | - Thompson 35'    | Árbitro(s): Julian Weinberger | Árbitro(s): Julian Weinberger |

| 10 de septiembre de 2019, 18:30 | Dinamarca            | 2:1 (1:0) | Rumania     | Aalborg Portland Park, Aalborg, |                        |
|                                 | - Skov Olsen 3', 55' | Reporte   | - Coman 80' | Árbitro(s): Erez Papir          | Árbitro(s): Erez Papir |

| 10 de octubre de 2019, 18:00 | Finlandia                                                       | 4:0 (3:0) | Malta | Veritas Stadion, Turku,        |                                |
|                              | - Assehnoun 24' - Kallman 32' - Vella 38' (a.g.) - Valakari 66' | Reporte   |       | Árbitro(s): Robert Ian Jenkins | Árbitro(s): Robert Ian Jenkins |

| 10 de octubre de 2019, 18:00 | Dinamarca                   | 2:1 (1:0) | Irlanda del Norte | Aalborg Portland Park, Aalborg, |                            |
|                              | - Poulsen 30' - Odgaard 86' | Reporte   | - Dunwoody 57'    | Árbitro(s): Donatas Rumšas      | Árbitro(s): Donatas Rumšas |

| 10 de octubre de 2019, 19:30 | Rumania                          | 3:0 (0:0) | Ucrania | Estadio Ilie Oană, Ploiești,   |                                |
|                              | - Morutan 75' - Petre 80', 90+4' | Reporte   |         | Árbitro(s): Bartosz Frankowski | Árbitro(s): Bartosz Frankowski |

| 14 de octubre de 2019, 19:30 | Rumania                                  | 3:0 (0:0) | Irlanda del Norte | Stadionul Anghel Iordănescu, Voluntari, |                             |
|                              | - Baluta 48' - Mihaila 59' - Ciobanu 67' | Reporte   |                   | Árbitro(s): Nejc Kajtazovic             | Árbitro(s): Nejc Kajtazovic |

| 14 de octubre de 2019, 18:00 | Finlandia | 0:1 (0:1) | Dinamarca    | Pori Estadio, Pori,        |                            |
|                              |           | Reporte   | - Nartey 12' | Árbitro(s): Peter Kralović | Árbitro(s): Peter Kralović |

| 14 de noviembre de 2019, 19:00 | Rumania                                         | 4:1 (3:1) | Finlandia     | Stadionul Anghel Iordanescu, Voluntari, |                             |
|                                | - Mihaila 8', 16', 78' - Hyvarinen 45+5' (a.g.) | Reporte   | - Kairinen 3' | Árbitro(s): Robert Hennessy             | Árbitro(s): Robert Hennessy |

| 15 de noviembre de 2019, 17:30 | Ucrania                        | 2:3 (0:2) | Dinamarca                 | Arena Lviv, Leópolis,        |                              |
|                                | - Rusyn 63' - Tsitaishvili 73' | Reporte   | - Skov Olsen 5', 24', 59' | Árbitro(s): Adrien Jaccottet | Árbitro(s): Adrien Jaccottet |

| 19 de noviembre de 2019, 18:00 | Dinamarca                                                                 | 5:1 (4:1) | Malta       | Aalborg Portland Park, Aalborg, |                           |
|                                | - Bruun Larsen 1', 40' (pen.) - Nelsson 4' - Odgaard 15' - Skov Olsen 67' | Reporte   | - Pulis 44' | Árbitro(s): Luis Teixeira       | Árbitro(s): Luis Teixeira |

| 19 de noviembre de 2019, 18:30 | Irlanda del Norte | 0:0 (0:0) | Rumania | Ballymena Showgrounds, Ballymena, |                            |
|                                |                   | Reporte   |         | Árbitro(s): Kai Erik Steen        | Árbitro(s): Kai Erik Steen |

| 4 de septiembre de 2020, 18:00 | Malta | 0:2 (0:0) | Irlanda del Norte            | Centenary Stadium, Ta' Qali,                         |                                                      |
|                                |       | Reporte   | - Larkin 57' - Parkhouse 67' | Asistencia: 0 espectadores Árbitro(s): Michal Ocenáš | Asistencia: 0 espectadores Árbitro(s): Michal Ocenáš |

| 4 de septiembre de 2020, 18:00 | Dinamarca    | 1:1 (0:0) | Ucrania     | Aalborg Portland Park, Aalborg,                        |                                                        |
|                                | - Riis 90+5' | Reporte   | - Sikan 73' | Asistencia: 0 espectadores Árbitro(s): Jochem Kamphuis | Asistencia: 0 espectadores Árbitro(s): Jochem Kamphuis |

| 4 de septiembre de 2020, 18:00 | Finlandia     | 1:3 (1:1) | Rumania                                 | Veritas Stadion, Turku,                                      |                                                              |
|                                | - Soisalo 24' | Reporte   | - Olaru 21' - Mihaila 57' - Ciobanu 84' | Asistencia: 0 espectadores Árbitro(s): Anastasios Papapetrou | Asistencia: 0 espectadores Árbitro(s): Anastasios Papapetrou |

| 8 de septiembre de 2020, 18:00 | Malta | 0:3 (0:2) | Rumania                                    | Centenary Stadium, Ta' Qali,                       |                                                    |
|                                |       | Reporte   | - Man 6' - Costache 41' (pen.) - Harut 83' | Asistencia: 0 espectadores Árbitro(s): Gergo Bogár | Asistencia: 0 espectadores Árbitro(s): Gergo Bogár |

| 8 de septiembre de 2020,18:00 | Irlanda del Norte | 0:1 (0:0) | Dinamarca               | Ballymena Showgrounds, Ballymena,                 |                                                   |
|                               |                   | Reporte   | - Skov Olsen 75' (pen.) | Asistencia: 0 espectadores Árbitro(s): Igor Pajac | Asistencia: 0 espectadores Árbitro(s): Igor Pajac |

| 8 de septiembre de 2020, 18:00 | Finlandia | 0:2 (0:2) | Ucrania                      | Helsingin Olympiastadion, Helsinki,                       |                                                           |
|                                |           | Reporte   | - Konoplia 22' - Sikan 45+2' | Asistencia: 0 espectadores Árbitro(s): Thorvaldur Árnason | Asistencia: 0 espectadores Árbitro(s): Thorvaldur Árnason |

| 9 de octubre de 2020, 17:30 | Ucrania              | 1:0 (0:0) | Rumania | Obolon Arena, Kiev,                                     |                                                         |
|                             | - Buletsa 80' (pen.) | Reporte   |         | Asistencia: 0 espectadores Árbitro(s): Furkat Atazhanov | Asistencia: 0 espectadores Árbitro(s): Furkat Atazhanov |

| 9 de octubre de 2020, 18:00 | Malta        | 1:3 (0:0) | Dinamarca                                       | Centenary Stadium, Ta' Qali,                                      |                                                                   |
|                             | - Attard 52' | Reporte   | - Laursen 68' - Damsgaard 84' - Lindstrom 90+3' | Asistencia: 0 espectadores Árbitro(s): Aristotelis Diamantopoulos | Asistencia: 0 espectadores Árbitro(s): Aristotelis Diamantopoulos |

| 9 de octubre de 2020, 19:00 | Irlanda del Norte  | 2:3 (1:1) | Finlandia                                  | Ballymena Showgrounds, Ballymena,                               |                                                                 |
|                             | - O'Neill 23', 59' | Reporte   | - Stavitski 44' - Soisalo 62' - Skytta 68' | Asistencia: 0 espectadores Árbitro(s): Vitor Fernandes Ferreira | Asistencia: 0 espectadores Árbitro(s): Vitor Fernandes Ferreira |

| 13 de octubre de 2020, 18:00 | Dinamarca        | 2:1 (1:0) | Finlandia          | Aalborg Portland Park, Aalborg,                       |                                                       |
|                              | - Jensen 2', 60' | Reporte   | - Forss 51' (pen.) | Asistencia: 0 espectadores Árbitro(s): Besfort Kasumi | Asistencia: 0 espectadores Árbitro(s): Besfort Kasumi |

| 13 de octubre de 2020, 19:00 | Rumania                                       | 4:1 (4:0) | Malta        | Estadio Marin Anastasovici, Giurgiu,                  |                                                       |
|                              | - Măţan 17' - Man 27', 40' (pen.) - Ganea 36' | Reporte   | - Elouni 51' | Asistencia: 0 espectadores Árbitro(s): Visar Kastrati | Asistencia: 0 espectadores Árbitro(s): Visar Kastrati |

| 13 de octubre de 2020, 19:00 | Irlanda del Norte | 1:0 (0:0) | Ucrania | Ballymena Showgrounds, Ballymena,                   |                                                     |
|                              | - O'Neill 61'     | Reporte   |         | Asistencia: 0 espectadores Árbitro(s): Barbeno Luca | Asistencia: 0 espectadores Árbitro(s): Barbeno Luca |

| 13 de noviembre de 2020, 17:00 | Malta        | 1:4 (0:2) | Ucrania                                                | Centenary Stadium, Ta' Qali,                        |                                                     |
|                                | - Elouni 47' | Reporte   | - Kukharevych 4', 32' - Milovanov 79' - Shevtsov 90+2' | Asistencia: 0 espectadores Árbitro(s): Pavel Rejzek | Asistencia: 0 espectadores Árbitro(s): Pavel Rejzek |

| 17 de noviembre de 2020, 15:00 | Malta | 0:1 (0:1) | Finlandia     | Centenary Stadium, Ta' Qali,                        |                                                     |
|                                |       | Reporte   | - Kallman 18' | Asistencia: 0 espectadores Árbitro(s): Nikola Popov | Asistencia: 0 espectadores Árbitro(s): Nikola Popov |

| 17 de noviembre de 2020, 17:30 | Ucrania                                        | 3:0 (0:0) | Irlanda del Norte | Kolos Arena, Kovalivka,                             |                                                     |
|                                | - Babohlo 68' - Isaienko 70' - Kukharevych 74' | Reporte   |                   | Asistencia: 0 espectadores Árbitro(s): Rauf Jabarov | Asistencia: 0 espectadores Árbitro(s): Rauf Jabarov |

| 17 de noviembre de 2020, 19:30 | Rumania        | 1:1 (0:0) | Dinamarca            | Estadio Ilie Oană, Ploiești,                              |                                                           |
|                                | - Costache 72' | Reporte   | - Laursen 50' (pen.) | Asistencia: 0 espectadores Árbitro(s): Georgi Vadachkoria | Asistencia: 0 espectadores Árbitro(s): Georgi Vadachkoria |

### Grupo 9
| Equipo               | Pts | PJ | PG | PE | PP | GF | GC | Dif |
| -------------------- | --- | -- | -- | -- | -- | -- | -- | --- |
| Alemania             | 18  | 8  | 6  | 0  | 2  | 22 | 10 | +12 |
| Bélgica              | 13  | 8  | 4  | 1  | 3  | 18 | 9  | +9  |
| Bosnia y Herzegovina | 11  | 8  | 3  | 2  | 3  | 9  | 7  | +2  |
| Gales                | 9   | 8  | 3  | 0  | 5  | 8  | 15 | -7  |
| Moldavia             | 7   | 8  | 2  | 1  | 5  | 6  | 22 | -16 |

| 26 de marzo de 2019, 17:00 | Bosnia y Herzegovina                               | 4:0 (2:0) | Moldavia | Estadio Grbavica, Sarajevo,                            |                                                        |
|                            | - Šerbečić 23' - Mustedanagić 44', 55' - Ćavar 73' | Reporte   |          | Asistencia: 200 espectadores Árbitro(s): Zbynek Proske | Asistencia: 200 espectadores Árbitro(s): Zbynek Proske |

| 6 de septiembre de 2019, 18:00 | Gales        | 1:0 (1:0) | Bélgica | Racecourse Ground, Wrexham,                            |                                                        |
|                                | - Johnson 3' | Reporte   |         | Asistencia: 304 espectadores Árbitro(s): Danilo Grujić | Asistencia: 304 espectadores Árbitro(s): Danilo Grujić |

| 10 de septiembre de 2019, 20:00 | Bélgica | 0:0     | Bosnia y Herzegovina | Den Dreef, Lovaina,                                    |                                                        |
|                                 |         | Reporte |                      | Asistencia: 823 espectadores Árbitro(s): Volen Chinkov | Asistencia: 823 espectadores Árbitro(s): Volen Chinkov |

| 10 de septiembre de 2019, 20:00 | Gales               | 1:5 (0:4) | Alemania                                        | Racecourse Ground, Wrexham,                            |                                                        |
|                                 | - Harris 48' (pen.) | Reporte   | - Hack 19', 24', 29' - Eggestein 41' - Fein 50' | Asistencia: 841 espectadores Árbitro(s): Tomasz Musiał | Asistencia: 841 espectadores Árbitro(s): Tomasz Musiał |

| 11 de octubre de 2019, 16:00 | Moldavia                   | 2:1 (1:1) | Gales           | CSR Orhei, Orhei,                                    |                                                      |
|                              | - Belousov 41', 48' (pen.) | Reporte   | - Broadhead 24' | Asistencia: 350 espectadores Árbitro(s): Ümit Öztürk | Asistencia: 350 espectadores Árbitro(s): Ümit Öztürk |

Plantilla:Partidos
Plantilla:Partidos
Plantilla:Partidos
Plantilla:Partidos
Plantilla:Partidos
Plantilla:Partidos
Plantilla:Partidos
Plantilla:Partidos
Plantilla:Partidos
Plantilla:Partidos
Plantilla:Partidos
Plantilla:Partidos
Plantilla:Partidos
Plantilla:Partidos
Plantilla:Partidos

### Ranking de los segundos puestos
Inicialmente, el mejor segundo clasificaba directamente a la fase final. Los 4 siguientes segundos de la fase de grupos clasificatorios avanzaban a la fase de play-off, teniendo en cuenta únicamente los resultados de los equipos en segundo lugar contra los equipos primero, tercero, cuarto y quinto en su grupo, mientras que los resultados contra el equipo sexto en grupos de seis equipos no están incluidos. Como resultado, se cuentan ocho partidos jugados por cada segundo equipo con el fin de determinar la clasificación.
Sin embargo, debido a la pandemia de COVID-19 en Europa que provocó el aplazamiento de partidos en la fase de grupos de clasificación, la UEFA anunció el 17 de junio de 2020 la abolición de los play-offs. Como consecuencia, los nueve ganadores del grupo y los cinco mejores subcampeones (sin contar los resultados contra el equipo en sexto lugar) califican para el torneo final.

Clasificación provisional de subcampeones de grupo tras los partidos disputados el 18 de noviembre de 2020:
| Pos. | Plantilla:Tooltip | Equipo           | Plantilla:Tooltip | Plantilla:Tooltip | Plantilla:Tooltip | Plantilla:Tooltip | Plantilla:Tooltip | Plantilla:Tooltip | Plantilla:Tooltip | Plantilla:Tooltip |
| ---- | ----------------- | ---------------- | ----------------- | ----------------- | ----------------- | ----------------- | ----------------- | ----------------- | ----------------- | ----------------- |
| 1    | 7                 | Plantilla:Selb   | 8                 | 7                 | 0                 | 1                 | 22                | 9                 | +13               | 21                |
| 2    | 2                 | Plantilla:Self-i | 8                 | 7                 | 0                 | 1                 | 18                | 8                 | +10               | 21                |
| 3    | 4                 | Plantilla:Selb   | 8                 | 4                 | 2                 | 2                 | 20                | 7                 | +13               | 14                |
| 4    | 8                 | Plantilla:Selb   | 8                 | 4                 | 2                 | 2                 | 15                | 6                 | +9                | 14                |
| 5    | 5                 | Plantilla:Selb   | 8                 | 4                 | 2                 | 2                 | 15                | 7                 | +8                | 14                |
| 6    | 9                 | Plantilla:Selb   | 8                 | 4                 | 1                 | 3                 | 18                | 9                 | +9                | 13                |
| 7    | 1                 | Plantilla:Selb   | 8                 | 4                 | 1                 | 3                 | 10                | 7                 | +3                | 13                |
| 8    | 6                 | Plantilla:Self-i | 8                 | 3                 | 3                 | 2                 | 16                | 10                | +6                | 12                |
| 9    | 3                 | Plantilla:Selb   | 8                 | 4                 | 0                 | 4                 | 17                | 15                | +2                | 12                |

## Fase de Play-Offs
Inicialmente, los ocho peores segundos de grupo pasaban a la ronda de play-offs, agrupados por parejas, las cuales se enfrentaban en partidos de ida y vuelta; los ganadores avanzaban a la ronda final. En caso de empate en diferencia de goles, se aplicaba la regla del gol de visitante.
Sin embargo, debido a la pandemia de COVID-19, esta fase eliminatoria queda anulada, pasando directamente a la fase final los cinco mejores segundos.

## Clasificados a laEurocopa Sub-21 de 2021
| Plantilla:Bandera            | Plantilla:Bandera            | Plantilla:Bandera            | Plantilla:Bandera            |
| Plantilla:Sel                | Plantilla:Sel                | Plantilla:Sel                | Plantilla:Sel                |
| Organizador                  | Organizador                  | Ganador Grupo 1              | Ganador Grupo 2              |
| Clasificado: Plantilla:Fecha | Clasificado: Plantilla:Fecha | Clasificado: Plantilla:Fecha | Clasificado: Plantilla:Fecha |

| Plantilla:Bandera            | Plantilla:Bandera            | Plantilla:Bandera            | Plantilla:Bandera            |
| Plantilla:Sel                | Plantilla:Sel                | Plantilla:Sel                | Plantilla:Sel                |
| Ganador Grupo 3              | Ganador Grupo 4              | Ganador Grupo 5              | Ganador Grupo 6              |
| Clasificado: Plantilla:Fecha | Clasificado: Plantilla:Fecha | Clasificado: Plantilla:Fecha | Clasificado: Plantilla:Fecha |

| Plantilla:Bandera            | Plantilla:Bandera            | Plantilla:Bandera            | Plantilla:Bandera            |
| Plantilla:Sel                | Plantilla:Sel                | Plantilla:Sel                | Plantilla:Sel                |
| Ganador Grupo 7              | Ganador Grupo 8              | Ganador Grupo 9              | Mejor Segundo                |
| Clasificado: Plantilla:Fecha | Clasificado: Plantilla:Fecha | Clasificado: Plantilla:Fecha | Clasificado: Plantilla:Fecha |

| Plantilla:Bandera            | Plantilla:Bandera            | Plantilla:Bandera            | Plantilla:Bandera            |
| Plantilla:Sel                | Plantilla:Sel                | Plantilla:Sel                | Plantilla:Sel                |
| Mejor Segundo                | Mejor Segundo                | Mejor Segundo                | Mejor Segundo                |
| Clasificado: Plantilla:Fecha | Clasificado: Plantilla:Fecha | Clasificado: Plantilla:Fecha | Clasificado: Plantilla:Fecha |

## Máximos goleadores
13 goles
Plantilla:Columnas
- Plantilla:Bandera Eddie Nketiah

Plantilla:Nueva columna
Plantilla:Nueva columna
Plantilla:Final columnas
11 goles
Plantilla:Columnas
- Plantilla:Bandera Odsonne Edouard

Plantilla:Nueva columna
Plantilla:Nueva columna
Plantilla:Final columnas
10 goles
Plantilla:Columnas
- Plantilla:Bandera Dani de Wit

Plantilla:Nueva columna
Plantilla:Nueva columna
Plantilla:Final columnas
9 goles
Plantilla:Columnas
- Plantilla:Bandera Andi Zeqiri

Plantilla:Nueva columna
Plantilla:Nueva columna
Plantilla:Final columnas